# 3. September
Der 3. September ist der 246. Tag des gregorianischen Kalenders (der 247. in Schaltjahren), somit bleiben 119 Tage bis zum Jahresende.

## Ereignisse

### Politik und Weltgeschehen
- 0036 v. Chr.: In der Seeschlacht von Naulochoi vor der Nordspitze Siziliens vernichtet die Flotte von Caesars Großneffen und Adoptivsohn Octavian unter der Führung des Marcus Vipsanius Agrippa die Flotte des Sextus Pompeius.
- 0301: Der Heilige Marinus gründet San Marino, einen Zwergstaat und älteste noch heute existierende Republik.
- 0863: Mit ihrem Sieg in der Schlacht am Lalakaon beenden die Byzantiner das Vordringen der Araber in Kleinasien.

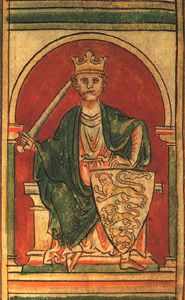
1189: Richard Löwenherz

- 1189: Richard Löwenherz wird in Westminster als Richard I. zum englischen König gekrönt.
- 1260: In der Schlacht bei ʿAin Dschālūt in der Region Palästina werden die Mongolen von den Mamluken erstmals entscheidend geschlagen.
- 1367: In der Schlacht von Dinklar besiegt der Bischof von Hildesheim eine überlegene Allianz der Welfen.
- 1597: Die spanische Garnison im belagerten Moers kapituliert und räumt im Achtzigjährigen Krieg die Stadt gegenüber den niederländischen Truppen unter Befehl Moritz von Oraniens.
- 1632: In der Schlacht an der Alten Veste bei Nürnberg treffen im Dreißigjährigen Krieg die kaiserlichen Söldner unter dem Befehl Wallensteins auf die schwedischen Truppen unter König Gustav II. Adolf. Den Schweden gelingt es dabei nicht, Wallensteins Lager zu erstürmen.
- 1639: Die jahrelangen Bündner Wirren finden ein Ende im Mailänder Kapitulat.
- 1651: In der entscheidenden Schlacht des Englischen Bürgerkriegs bei Worcester besiegen die Parlamentstruppen unter Oliver Cromwell den neuen König Karl II., der sich nur mit Glück ins Exil retten kann.
- 1725: Mit der Allianz von Herrenhausen reagieren Frankreich, Großbritannien und Preußen auf den Vertrag von Wien zwischen Spanien und dem Habsburgerreich.

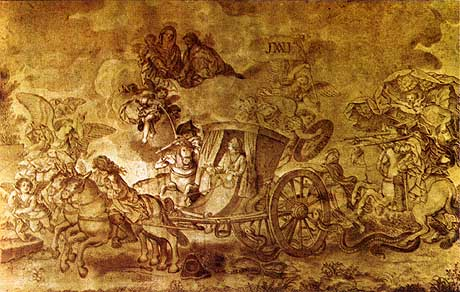
1758: Attentat auf König Joseph I.

- 1758: Auf König Joseph I. von Portugal wird ein Mordversuch unternommen, als er ohne Leibwache von einem Schäferstündchen bei seiner Mätresse zurückkehrt.
- 1783: Im Frieden von Paris nach dem Amerikanischen Unabhängigkeitskrieg wird die Unabhängigkeit der Vereinigten Staaten von Amerika vom Königreich Großbritannien anerkannt. Außerdem unterschreibt Großbritannien am selben Tag in Versailles schon vorher ausgehandelte gesonderte Verträge mit Frankreich und Spanien zur Regelung strittiger Punkte über ihre Besitzungen. Es tritt unter anderem die beiden Kolonien Ost- und Westflorida an Spanien ab.
- 1791: Französische Revolution: In Frankreich beschließt die Nationalversammlung eine neue Verfassung, wo die Macht des Königs nur noch ein suspensives Veto besitzt. Frankreich wird damit eine konstitutionelle Monarchie.
- 1796: Im Ersten Koalitionskrieg besiegt Erzherzog Karl von Österreich mit seiner Armee in der Schlacht um Würzburg Frankreichs Truppen unter dem Befehl von Marschall Jean-Baptiste Jourdan. Die zweite Niederlage nach der vorausgegangenen Schlacht bei Amberg am 24. August veranlasst Jourdan, sein Kommando niederzulegen.
- 1814: Mit dem Wehrgesetz wird in Preußen die allgemeine Wehrpflicht eingeführt.

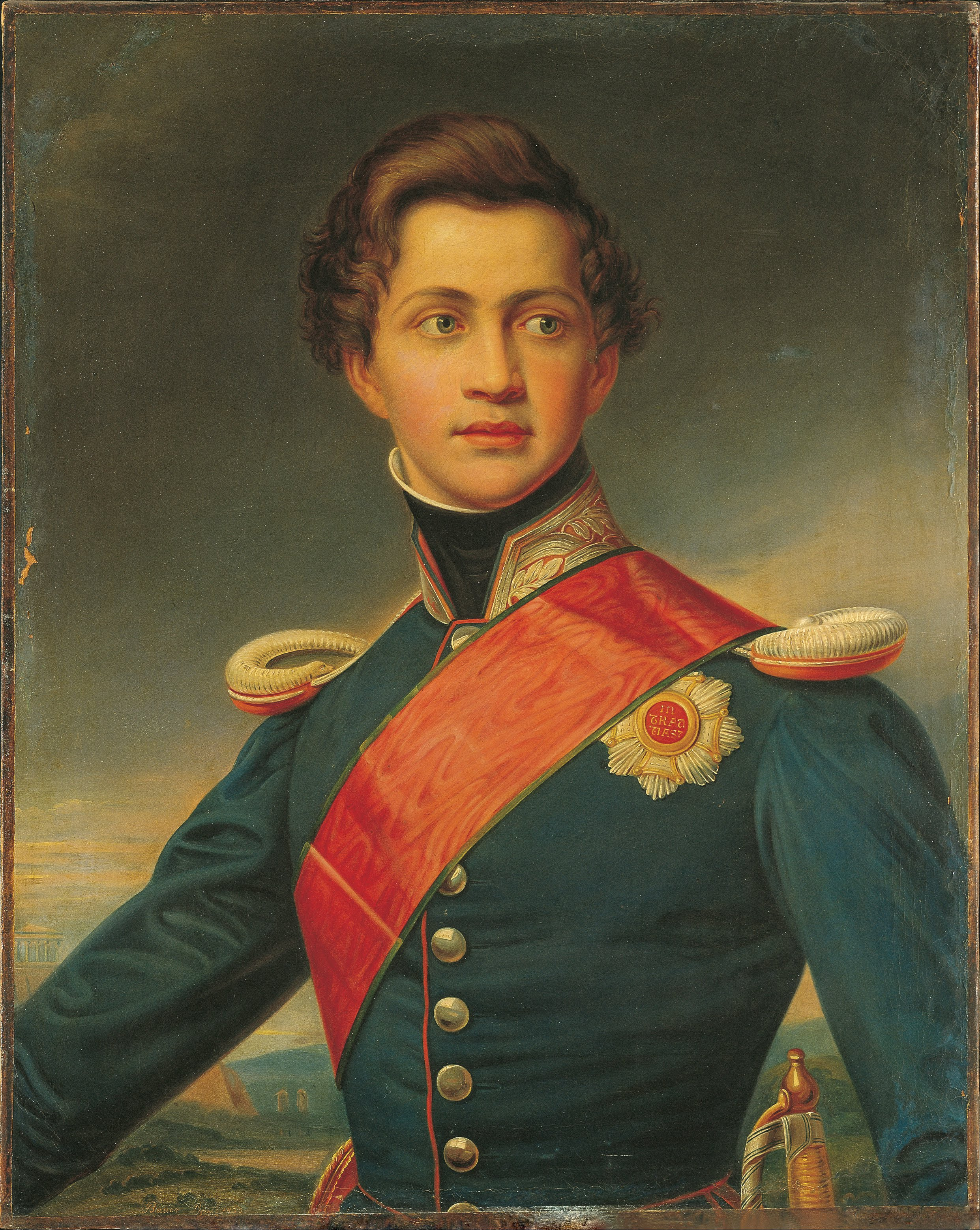
1843: Otto I.

- 1843: Griechenland wird durch einen Staatsstreich zur konstitutionellen Monarchie. König Otto I. findet sich damit ab, dass er ab dem 15. September die Macht mit dem ersten Ministerpräsidenten Andreas Metaxas teilen muss.
- 1855: In einem Treffen zwischen US-Armee und Lakota, das auch als „Schlacht von Ash Hollow“ bezeichnet wird, töten die zahlenmäßig weit überlegenen Amerikaner 85 Ureinwohner.
- 1864: Nach einem fast viermonatigen Feldzug während des Sezessionskrieges marschieren die Truppen der Nordstaaten unter General Sherman in Atlanta ein.
- 1866: Mit Verabschiedung des Indemnitätsgesetzes durch das Abgeordnetenhaus wird der schwelende Verfassungskonflikt um die preußische Heeresreform beendet. Es entsteht in diesem Zusammenhang die Nationalliberale Partei aus den Reihen von Parlamentariern der Fortschrittspartei, die dem Gesetz zugestimmt haben.
- 1879: Louis Cavagnari, britischer Gesandter in Kabul, wird mit seinem gesamten Stab von afghanischen Aufständischen ermordet, was in der Folge zu einer neuerlichen Besetzung Kabuls durch Großbritannien führt.
- 1900: Großbritannien besiegt die Burenrepublik Transvaal, die damit annektiert wird.
- 1914: Der französische Präsident Raymond Poincaré fordert die Bevölkerung Frankreichs anlässlich der Flucht der französischen Regierung nach Bordeaux im Ersten Weltkrieg zum Widerstand gegen die deutschen Invasionstruppen auf.

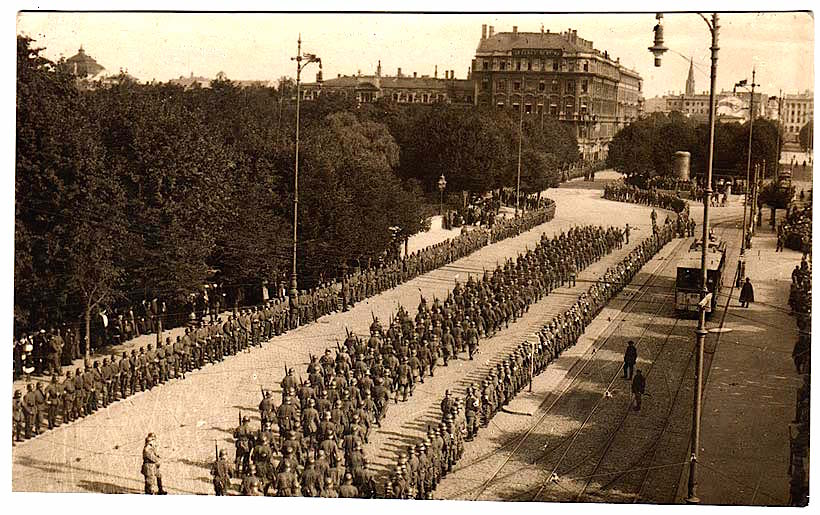
1917: Deutsche Truppen in Riga

- 1917: Im Ersten Weltkrieg marschieren deutsche Truppen an der Ostfront in Riga ein.
- 1919: Italien führt das Frauenstimmrecht ein.
- 1927: In Genf geht die erste Weltbevölkerungskonferenz zu Ende.
- 1933: Der erste Reichsparteitag der NSDAP in Nürnberg endet. Nach der Machtübernahme sind sie als große Propagandaveranstaltungen der Staatsführung um Adolf Hitler inszeniert.
- 1936: In Brüssel beginnt eine Weltfriedenskonferenz unter der Beteiligung von 37 Staaten zur Stärkung des Völkerbundes.
- 1936: Republikanische Milizen versuchen im Spanischen Bürgerkrieg bei Talavera de la Reina den Marsch auf Madrid der Nationalisten aufzuhalten. Die Schlacht bei Talavera endet mit einer Niederlage der Republikaner und leitet wenig später die Belagerung von Madrid ein.
- 1939: Nach Ablauf des vortags gestellten Ultimatums zum Rückzug aus Polen erfolgt im Zweiten Weltkrieg die Kriegserklärung Großbritanniens und Frankreichs an das Deutsche Reich.
- 1939: Am sogenannten Bromberger Blutsonntag kommt es zu einem bis heute nicht aufgeklärten Massaker an Deutschen im polnischen Korridor. Dies führt beim Überfall auf Polen in der Folge zu massiven Vergeltungsaktionen der Nationalsozialisten.

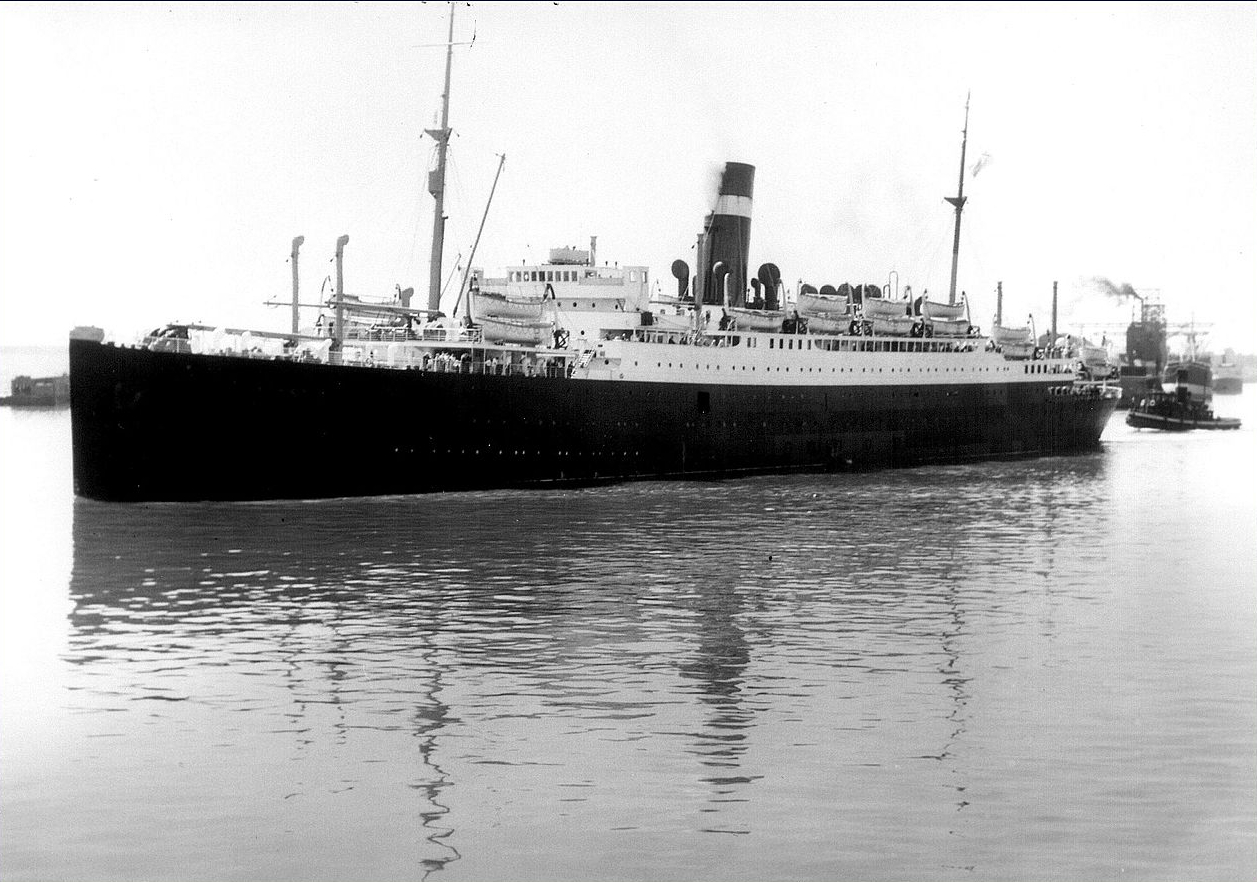
1939: Athenia

- 1939: Der britische Passagierdampfer Athenia wird vom deutschen U-Boot U 30 ohne Vorwarnung versenkt.
- 1942: Das Scheitern des deutschen Angriffs in der Schlacht von Alam Halfa markiert die Wende im Afrikafeldzug.
- 1943: Zweiter Weltkrieg: Mit der Landung von zwei britischen Divisionen in Kalabrien beginnt die alliierte Invasion auf dem italienischen Festland. Währenddessen führen Geheimverhandlungen zum Waffenstillstand von Cassibile zwischen Italien und den Alliierten.
- 1944: Anne Frank wird mit dem letzten Transport vom Durchgangslager Westerbork ins Vernichtungslager Auschwitz-Birkenau deportiert.
- 1953: Die am 4. November 1950 in Rom unterzeichnete Europäische Menschenrechtskonvention tritt in Kraft.
- 1955: Der Deutsche Heimat-Bund, ein prodeutsches Parteienbündnis im Vorfeld der Abstimmung über das Saarstatut, gründet sich.
- 1967: In Südvietnam gewinnt der General Nguyễn Văn Thiệu mit 38 Prozent der Stimmen die Wahl zum Präsidenten des Landes.

1967: Dagen H-Logo

- 1967: Schweden stellt am Dagen H endgültig von Links- auf Rechtsverkehr um.
- 1971: Entspannungspolitik zwischen Ost und West: Vertreter der vier Siegermächte unterzeichnen das Viermächteabkommen über Berlin.
- 1971: Nach dem Rückzug Großbritanniens proklamiert Katar seine Unabhängigkeit und lehnt damit einen Anschluss an die Vereinigten Arabischen Emirate ab.
- 1974: Die griechische langjährige Regierungspartei Panellinio Sosialistiko Kinima (PASOK) wird gegründet.
- 1979: Die iranische Armee bombardiert die kurdische Stadt Mahabad im Norden des Iran.
- 1983: Auf der Mutlanger Heide in Baden-Württemberg endet die Prominentenblockade eines amerikanischen Depots, in dem Pershing II-Raketen stationiert werden sollen.
- 1984: Die Südafrikanische Verfassung von 1983 tritt in Kraft und verändert das Regierungssystem der Apartheid in Südafrika grundlegend.
- 1984: Im südafrikanischen Sharpeville kommt bei lokalen Unruhen der stellvertretende Bürgermeister Kuzwayo Jacob Dlamini ums Leben. Er wird von Unzufriedenen mit Benzin übergossen und getötet. Zwei Monate später werden die Sechs von Sharpeville verhaftet und der Tat bezichtigt.
- 1988: In Großbritannien und Irland stimmen die Parlamente härteren Gesetzen gegen den Terror zu.
- 1992: Delegationen aus 39 Staaten einigen sich in Genf auf eine Chemiewaffenkonvention zum Verbot aller chemischen Waffen.
- 1996: Die USA beginnen mit der Operation Desert Strike als Vergeltungsmaßnahme für irakische Angriffe auf die von der Patriotischen Union Kurdistans gehaltene Stadt Hewlêr.
- 1999: Ein Gerichtsurteil gibt Henri Paul, Vize-Sicherheitschef des Luxushotels Ritz, die Hauptschuld am Tod von Prinzessin Diana. Die Ermittlungen zu ihrem Tod werden eingestellt.
- 2003: Atomkraftgegner aus Deutschland und Frankreich besetzen das Gorlebener „Erkundungs“-Bergwerk.

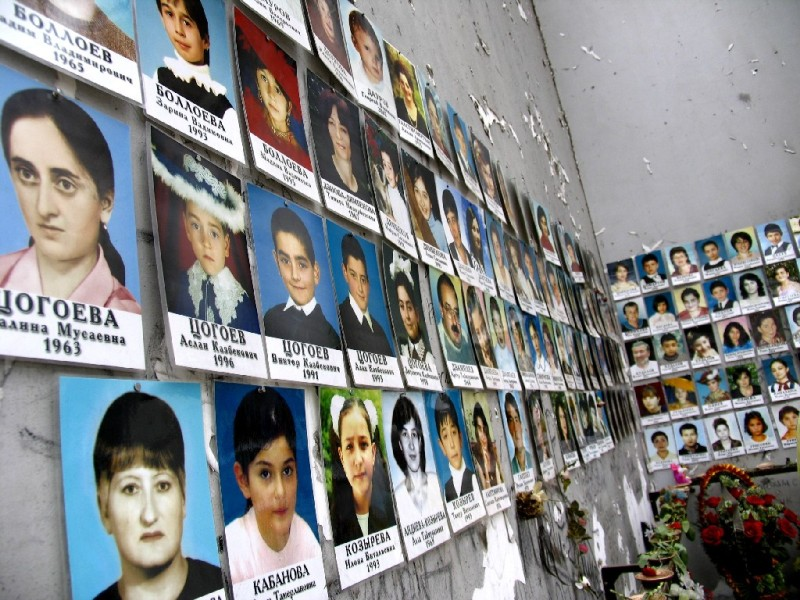
2004: Gedenktafel für Geiselnahme von Beslan

- 2004: Geiselnahme von Beslan: Russische Eliteeinheiten erstürmen eine von Terroristen in der Stadt Beslan in Nordossetien besetzte Schule, in der eine unbekannte Zahl Geiseln festgehalten wird. Es soll mehr als 330 Tote und bis zu 700 Verwundete gegeben haben.
- 2017: In Frankfurt am Main verlassen mehr als 60.000 Menschen ihre Wohnungen im Rahmen der Evakuierung zur Entschärfung einer 1,8 Tonnen schweren Fliegerbombe aus dem Zweiten Weltkrieg.

### Wirtschaft
- 1848: Ein zu Ende gehender Arbeiterkongress gründet die Allgemeine Deutsche Arbeiterverbrüderung, eine der Keimzellen der Arbeiterbewegung. Stephan Born hat darauf entscheidend hingewirkt.
- 1995: Pierre Omidyar gründet in San José (Kalifornien) das Unternehmen AuctionWeb, aus dem das Internetauktionshaus eBay hervorgeht.
- 2008: Dänemark und Deutschland verpflichten sich durch einen Staatsvertrag zum Bau einer festen Querung in Form einer Brücke oder eines Tunnels für den Schienen- und Straßenverkehr über den 19 Kilometer breiten Fehmarnbelt sowie die erforderlichen Hinterlandanbindungen in beiden Ländern.

### Wissenschaft und Technik
- 1860: Im Ständehaus in Karlsruhe wird der auf Initiative von August Kekulé, Charles Adolphe Wurtz und Karl Weltzien einberufene dreitägige Karlsruher Kongress eröffnet, die erste internationale Fachtagung für Chemie weltweit.
- 1906: In Frankfurt am Main wird das Georg-Speyer-Haus, ein chemotherapeutisches Forschungsinstitut unter Leitung von Paul Ehrlich, eröffnet.

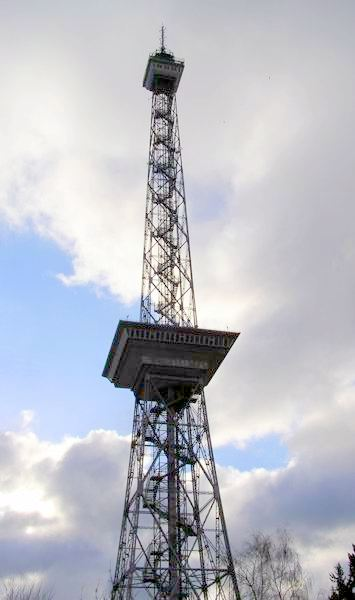
1926: Berliner Funkturm

- 1926: Anlässlich der 3. Funkausstellung wird der Berliner Funkturm eingeweiht.
- 1955: In Deutschland wird die erste selbstwählbare Telefonverbindung ins Ausland eingerichtet, nämlich die Ortsverbindung Lörrach–Basel.
- 1976: Die Raumsonde Viking 2 landet erfolgreich in der Ebene Utopia Planitia auf dem Mars.
- 1995: Vom russischen Raumfahrtzentrum Baikonur aus startet die Mission Sojus TM-22 mit den russischen Kosmonauten Juri Pawlowitsch Gidsenko und Sergei Wassiljewitsch Awdejew sowie dem Deutschen Thomas Reiter zur Raumstation Mir.

### Kultur
- 1770: Die Uraufführung der Oper La Contessina (Das gräfliche Fräulein) von Florian Leopold Gassmann findet in Mährisch-Neustadt in Österreich statt.
- 1920: Die Uraufführung der Operette Wenn Liebe erwacht von Eduard Künneke findet am Theater am Nollendorfplatz in Berlin statt.
- 1937: In Wien wird die Operette Hofball in Schönbrunn von August Pepöck mit dem Libretto von Josef Wenter uraufgeführt.
- 1958: Die Uraufführung der musikalischen Komödie Madame Scandaleuse von Peter Kreuder findet in Wien statt.
- 1992: Die Welt-Uraufführung des Musical Elisabeth von Michael Kunze und Sylvester Levay im Theater an der Wien. Unter der Regie von Harry Kupfer. In den Hauptrollen Pia Douwes als Elisabeth von Österreich und Uwe Kröger als der Tod.
- 1999: Die Quizsendung Wer wird Millionär? mit Günther Jauch als Moderator startet auf RTL.
- 2018: Die Stadt Chemnitz organisiert zusammen mit der Band Kraftklub unter dem Motto #wirsindmehr ein Konzert gegen Rechts. Anlass dazu waren Trauermärsche, die an den Tagen zuvor von rechten Gruppen initiiert wurden.

### Religion
- 0590: Gregor der Große wird zum Papst ernannt.

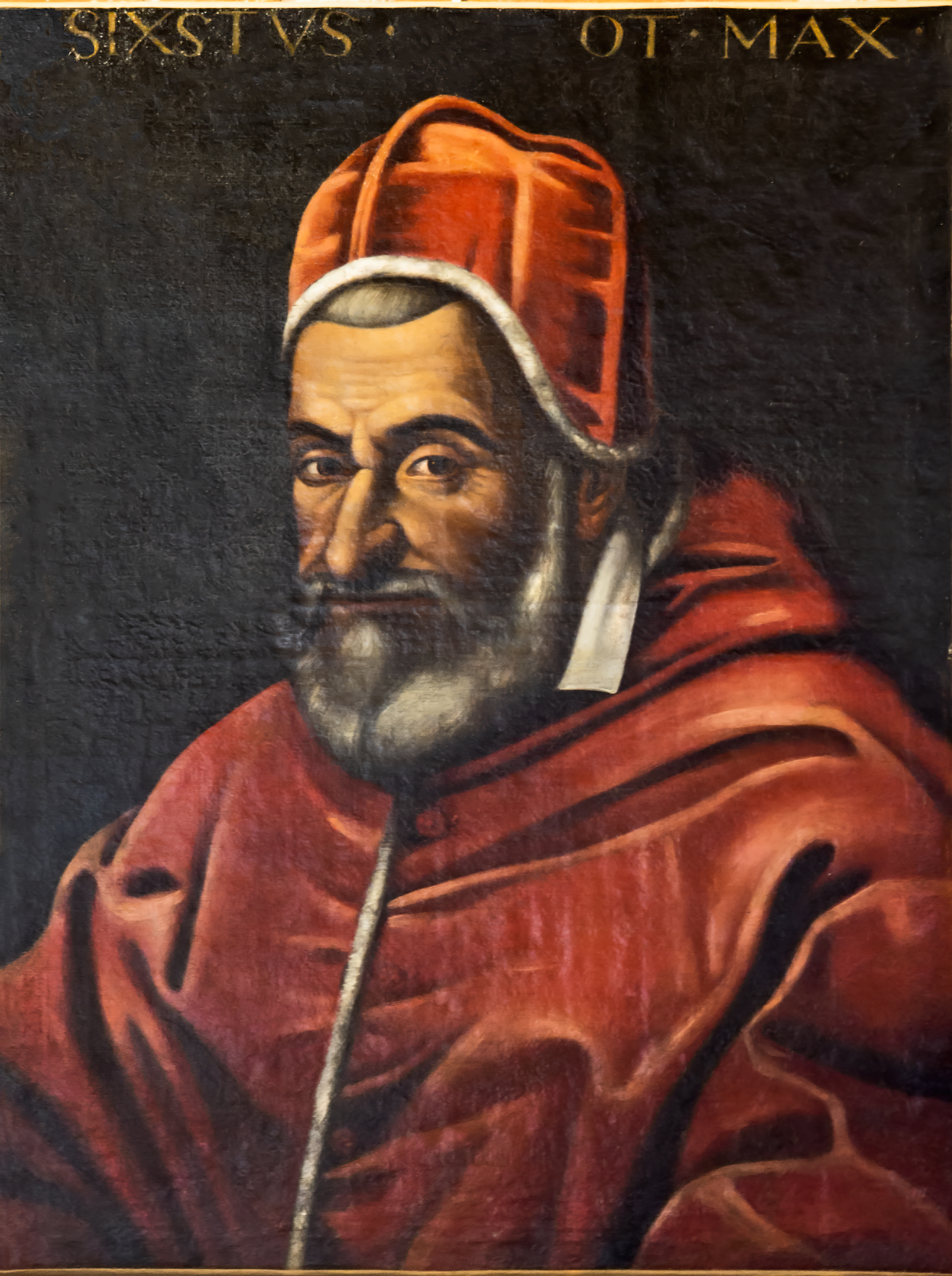
1586: Papst Sixtus V.

- 1586: Mit seiner Bulle Postquam verus setzt Papst Sixtus V. die Zahl der Mitglieder im Kardinalskollegium auf maximal 70 fest.
- 1759: In Portugal und seinen Besitzungen wird der Jesuitenorden verboten, weil er im Vorjahr in ein Attentat auf König Joseph I. verwickelt gewesen sein soll. Alle Jesuiten müssen im Oktober das Land verlassen.
- 1914: Das Pontifikat von Papst Benedikt XV. beginnt.
- 1978: Johannes Paul I. wird als Nachfolger von Papst Paul VI. inthronisiert.
- 2000: Papst Johannes XXIII. und Papst Pius IX. werden von Johannes Paul II. seliggesprochen.

### Katastrophen
- 1691: Die beiden britischen Linienschiffe Coronation und HMS Harwich gehen durch Strandung verloren, als sie während eines schweren Sturms versuchen, in den Plymouth Sound einzulaufen. Dabei sterben etwa 1000 Seeleute, nur eine Handvoll Besatzungsmitglieder kann sich retten.
- 1878: Der britische Ausflugsdampfer Princess Alice kollidiert auf der Themse mit dem Kohlenfrachter Bywell Castle und sinkt in vier Minuten. 640 Menschen sterben. Es handelt sich um das bis heute schwerste Schifffahrtsunglück in britischen Inlandgewässern.

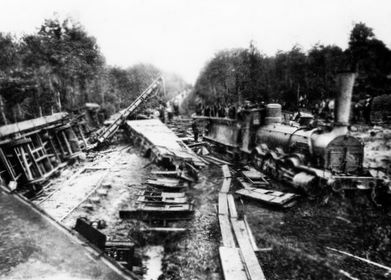
1882: Die Unglücksstelle von Hugstetten

- 1882: Beim Eisenbahnunfall bei Hugstetten kommen 64 Menschen ums Leben, 230 werden schwer verletzt. Es geht als das bis dahin schwerste und folgenreichste Eisenbahnunglück in Deutschland in die Geschichte ein.
- 1978: Ein Erdbeben der Stärke 7–8 auf der Mercalliskala erschüttert die Schwäbische Alb.
- 1989: Eine kubanische Iljuschin Il-62 stürzt auf ein Wohnviertel nahe dem Flughafen Havanna, 171 Menschen kommen ums Leben.

Kleinere Unglücksfälle sind in den Unterartikeln von Katastrophe und in der Liste von Katastrophen aufgeführt.

### Natur und Umwelt
- 1964: In Kalifornien werden die John Muir Wilderness und die später so bezeichnete Ansel Adams Wilderness als Schutzgebiete nach dem Wilderness Act eingerichtet. Die Hochgebirgslandschaft der Sierra Nevada soll damit eine Wildnis ohne menschliche Eingriffe bleiben.
- 1964: In Wyoming wird die Bridger Wilderness als Wilderness Area geschützt.

### Sport

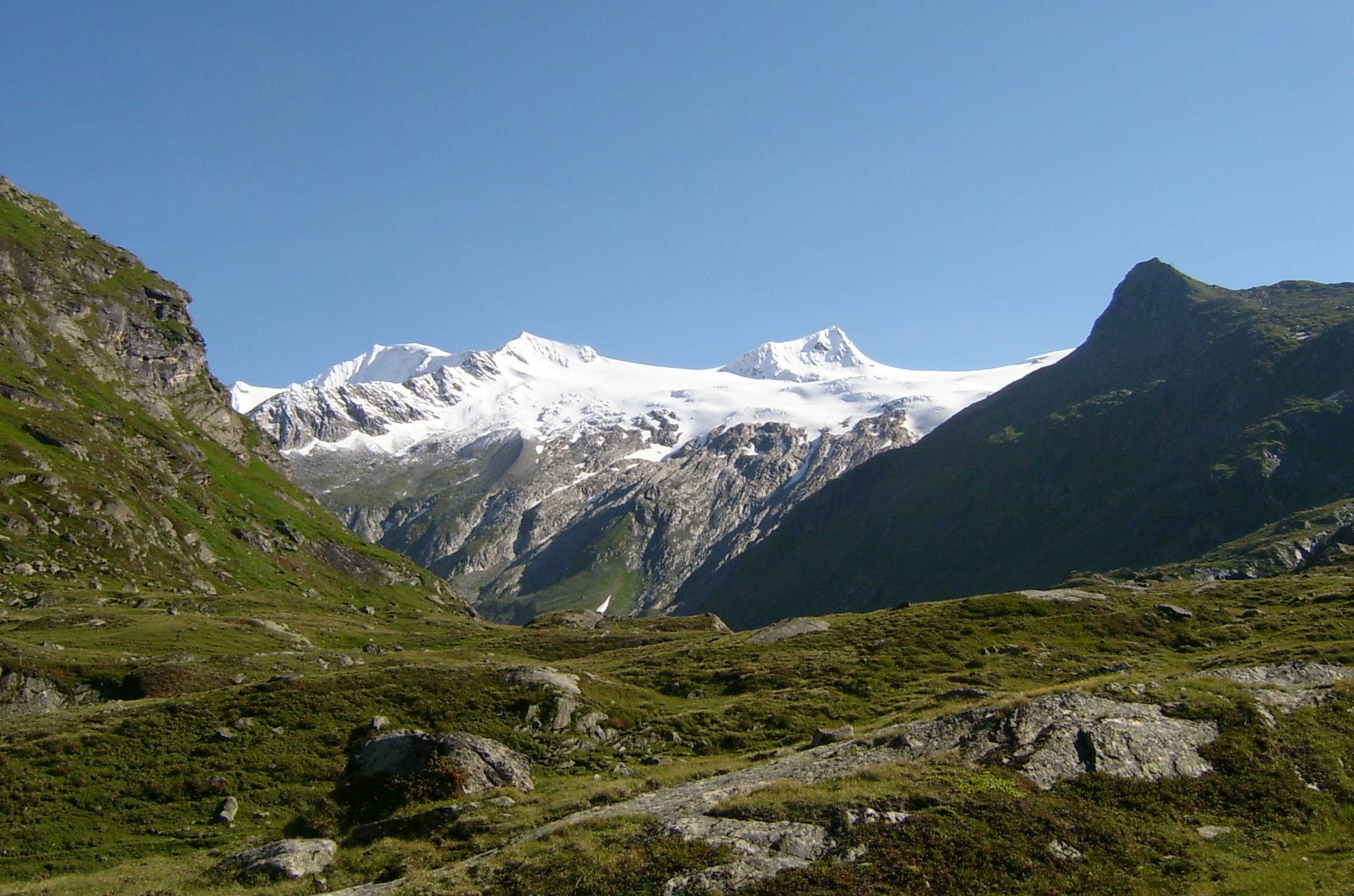
1841: Großvenediger

- 1841: Erstbesteigung des Großvenedigers, des vierthöchsten Berges Österreichs, durch eine von Josef Schwab geführte Gruppe.
- 1933: Als einzigem Expeditionsteilnehmer gelingt Jewgeni Michailowitsch Abalakow die Erstbesteigung des Pik Stalin, des im Pamir gelegenen höchsten Berges der Sowjetunion.
- 1950: Durch seinen Sieg beim Großen Preis von Italien auf dem Autodromo Nazionale di Monza, dem letzten Rennen der Automobil-Weltmeisterschaft 1950, wird Giuseppe Farina erster Formel-1-Weltmeister.
- 1972: Am Goldenen Sonntag siegen bei den Olympischen Spielen in München Klaus Wolfermann im Speerwurf, Hildegard Falck im 800-Meter-Lauf und Bernd Kannenberg im 50-km-Gehen.

Einträge von Leichtathletik-Weltrekorden befinden sich unter der jeweiligen Disziplin unter Leichtathletik.

## Geboren

### Vor dem 18. Jahrhundert

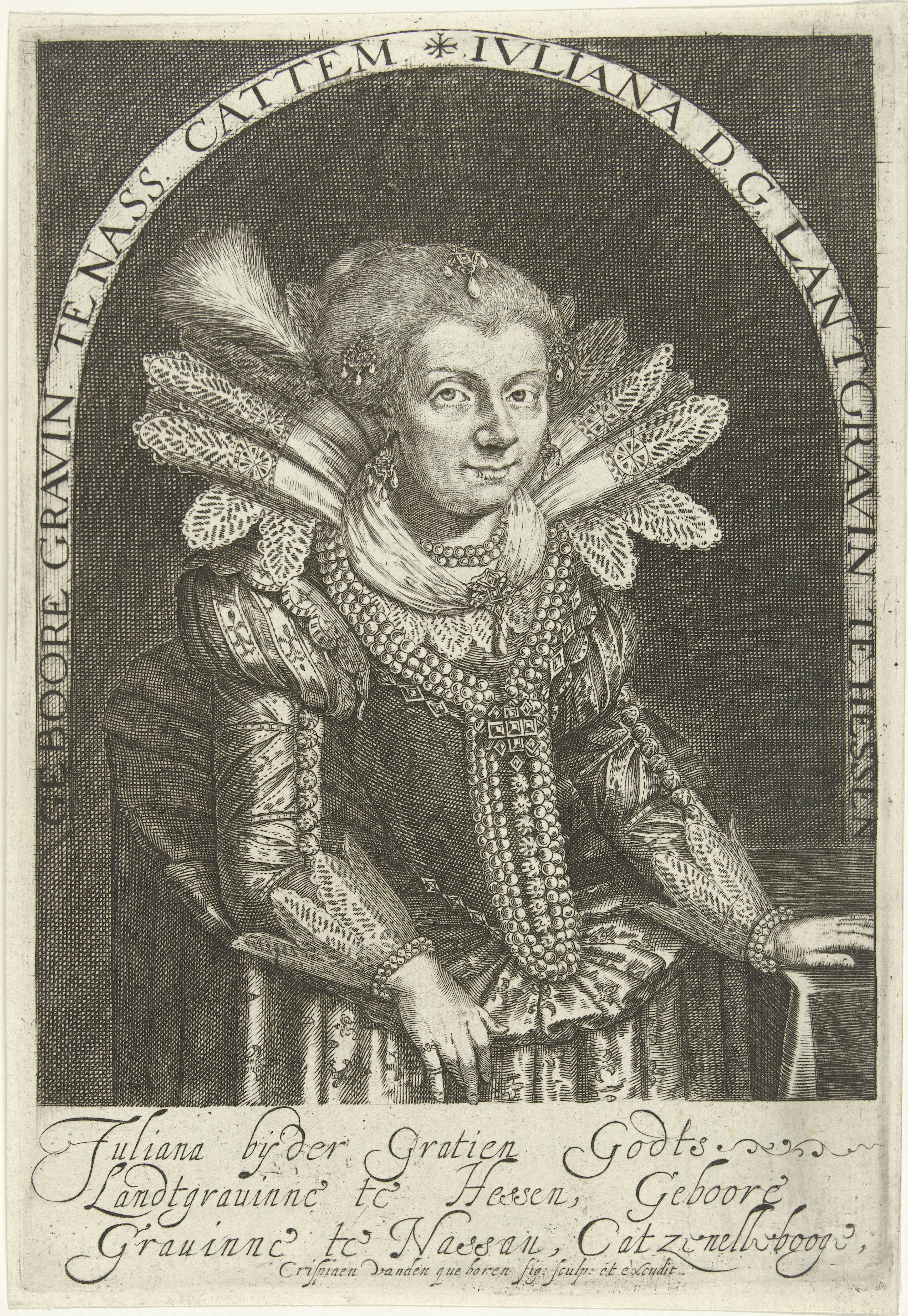
Juliane von Nassau-Dillenburg (* 1587)

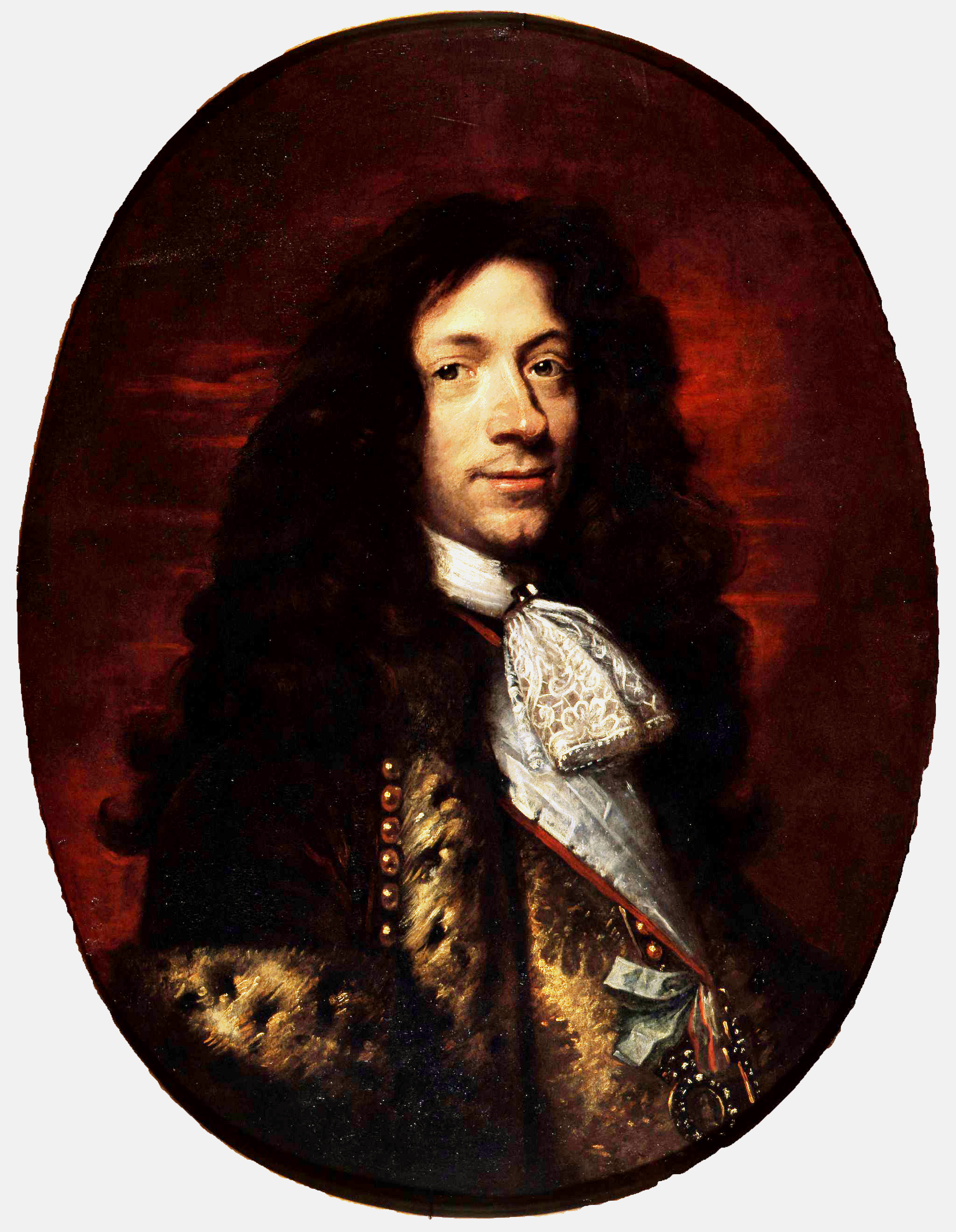
Peder Schumacher Griffenfeld (* 1635)

- 0523: Ahkal Mo’ Nahb II., Herrscher der Maya-Stadt Palenque
- 1034: Go-Sanjō, 71. Kaiser von Japan
- 1455: Andries Boelens, Bürgermeister und Regent von Amsterdam
- 1483: Erich II., Herzog zu Mecklenburg
- 1539: Oswald Gabelkover, deutscher Arzt, Heraldiker und Historiker
- 1568: Adriano Banchieri, italienischer Benediktinermönch, Organist und Komponist
- 1587: Juliane von Nassau-Dillenburg, Landgräfin von Hessen-Kassel
- 1591: Reinier Pauw, Präsident des Hohen Rates von Holland, Zeeland und Westfriesland
- 1596: Nicola Amati, italienischer Geigenbauer
- 1598: Christian I., Pfalzgraf von Bischweiler
- 1633: Ciro Ferri, italienischer Maler
- 1633: Christoph Hartmann Schacher, deutscher Jurist
- 1635: Peder Schumacher Griffenfeld, dänischer Staatsmann und Reichskanzler
- 1643: Lorenzo Bellini, italienischer Anatom
- 1650: Jeremy Collier, englischer Geistlicher
- 1673: Magdalena Sibylla von Sachsen-Weißenfels, Herzogin von Sachsen-Eisenach
- 1695: Pietro Locatelli, italienischer Violinenvirtuose und Komponist
- 1698: Adam Stanislaus Grabowski, Bischof von Kulm, Kujawien und Ermland
- 1700: Friedrich Christian von Fürstenberg, Domherr, Propst und Kurkölner Minister

### 18. Jahrhundert

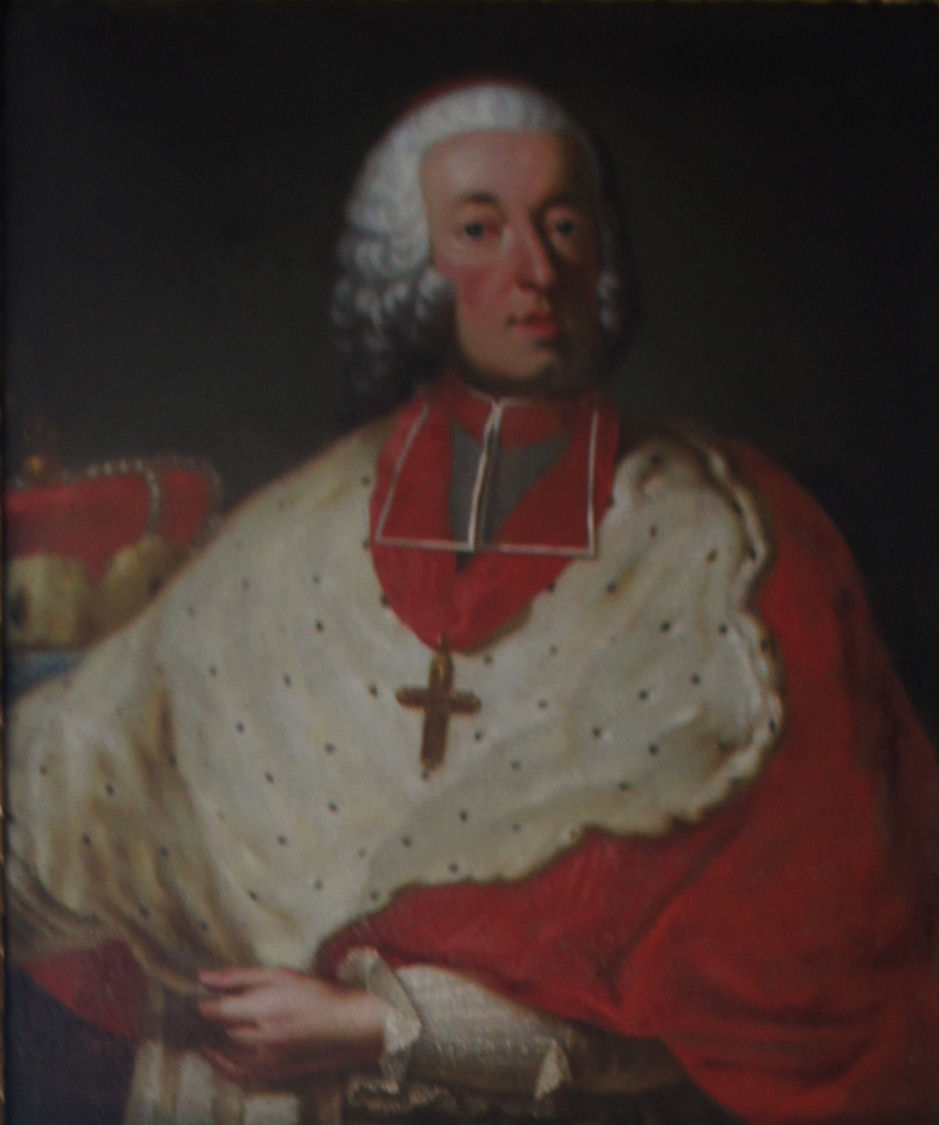
Johann Theodor von Bayern (* 1703)

- 1703: Johann Theodor von Bayern, deutscher Geistlicher, Bischof von Regensburg und Freising, Fürstbischof von Lüttich, Kardinal
- 1707: Johann Friedrich Glaser, deutscher Mediziner
- 1707: Johann Peter Süßmilch, deutscher Pfarrer und Statistiker
- 1710: Abraham Trembley, Schweizer Naturforscher und Erzieher
- 1711: Anton Ignaz von Fugger-Glött, Domherr in Köln
- 1719: Ferdinand Zellbell, schwedischer Komponist
- 1724: Guy Carleton, 1. Baron Dorchester, britischer General und Kolonialverwalter, Gouverneur von Québec und Britisch-Nordamerika
- 1726: François Louis Dubois, elsässischer Orgelbauer schweizerischer Herkunft
- 1728: Matthew Boulton, englischer Ingenieur und Unternehmer
- 1734: Joseph Wright of Derby, britischer Maler
- 1736: Matthias Klostermayr, deutscher Anführer einer Räuberbande
- 1738: Heinrich Franz von Rottenhan, fränkischer Verwaltungsjurist und Politiker in österreichischen Diensten, Landespräsident von Oberösterreich, Minister

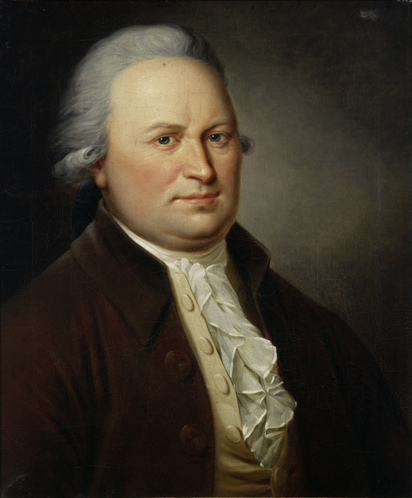
Johann Wilhelm von Archenholz (* 1741)

- 1741: Johann Wilhelm von Archenholz, preußischer Historiker und Publizist
- 1745: Karl Viktor von Bonstetten, Schweizer Schriftsteller
- 1746: Friedrich Wilhelm Gotter, deutscher Schriftsteller
- 1750: Arthur Dillon, französischer General
- 1750: Jacques-François Menou, französischer General
- 1757: Carl August von Sachsen-Weimar-Eisenach, Herzog bzw. Großherzog von Sachsen-Weimar-Eisenach
- 1766: Hermann von Fels, Schweizer Kaufmann und Politiker
- 1770: Johann Heinrich Karl Hengstenberg, deutscher Kirchenlieddichter
- 1773: Jakob Gauermann, deutscher Maler, Zeichner und Kupferstecher
- 1773: Heinrich August Rothe, deutscher Mathematiker
- 1780: Georg Heinrich Lünemann, deutscher Altphilologe und Lexikograf
- 1780: Heinrich Christian Schumacher, deutscher Astronom und Geodät

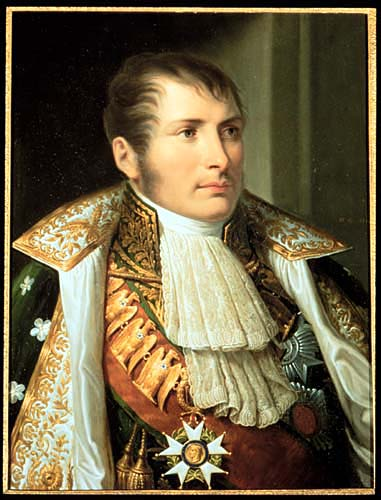
Eugène de Beauharnais (* 1781)

- 1781: Eugène de Beauharnais, französischer Offizier und Staatsmann, Stiefsohn Napoleons, Staatserzkanzler von Frankreich, Vizekönig von Italien, Großherzog von Frankfurt
- 1782: Christian Ludwig Nitzsch, deutscher Biologe
- 1787: Éléonore Denuelle, Geliebte Napoleons I.
- 1789: Friedrich von Heyden, deutscher Schriftsteller
- 1790: Hermann Neefe, deutscher Bühnenmaler
- 1791: Francisco Acuña de Figueroa, uruguayischer Schriftsteller
- 1792: Heinrich Langethal, deutscher Pädagoge
- 1794: Kurt Alexander Winkler, deutscher Chemiker und Metallurg

### 19. Jahrhundert

#### 1801–1850

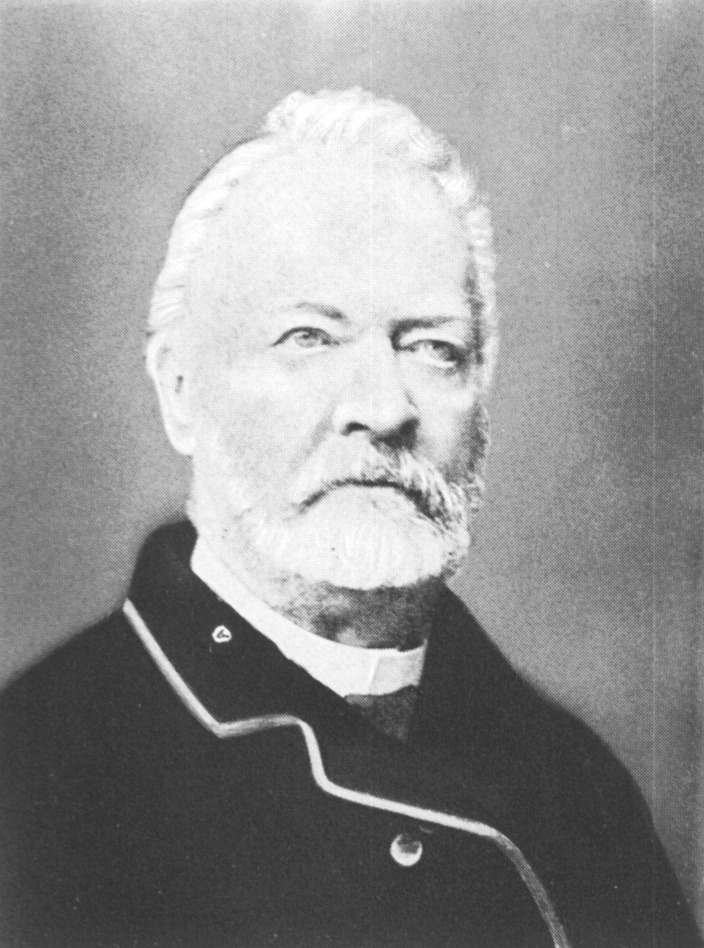
Wilhelm Schott (* 1802)

- 1801: Hermann von Meyer, deutscher Paläontologe
- 1802: Wilhelm Schott, deutscher Orientalist und Sinologe

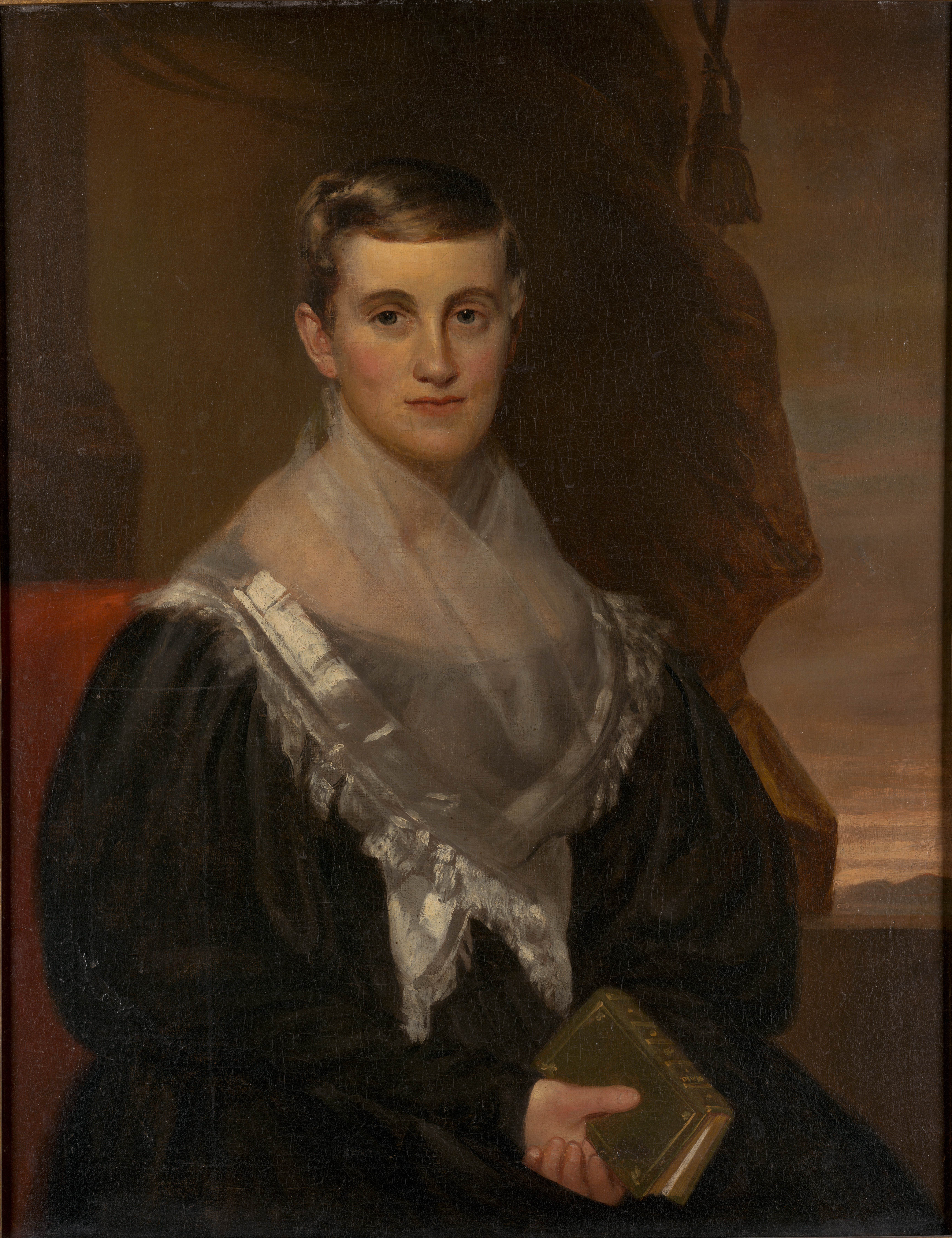
Prudence Crandall (* 1803)

- 1803ː Prudence Crandall, US-amerikanische Lehrerin und Bürgerrechtlerin
- 1803: Alexander Lwowitsch Guriljow, russischer Komponist
- 1808: Michael Sachs, jüdischer Gelehrter und Kanzelredner
- 1810: Ferdinand Philippe d’Orléans, duc de Chartres, französischer Thronfolger, Sohn von König Louis-Philippe
- 1810: Paul Kane, kanadischer Maler
- 1813: Aloys Sprenger, österreichischer Orientalist
- 1814ː Matilda Gelhaar, schwedische Opernsängerin
- 1814: James Joseph Sylvester, britischer Mathematiker
- 1815ː Hulda Emilie Klotz, deutsche Theaterschauspielerin
- 1818: Jacques François Édouard Hervieux, französischer Mediziner

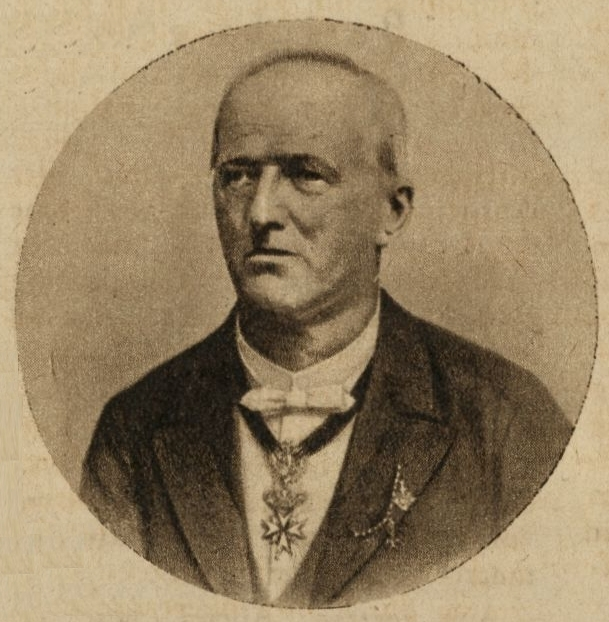
Karl von Vogelsang (* 1818)

- 1818: Karl von Vogelsang, katholischer Publizist, Politiker und Sozialreformer
- 1820: George Hearst, US-amerikanischer Bergbaumagnat und Senator
- 1821: Ernst Pasqué, deutscher Opernsänger und Autor
- 1824: Konrad Meyer, Schweizer Angestellter und Dichter
- 1825: Heinrich Salomon, deutscher Opernsänger (Bass)
- 1828: Ludwig Edenhofer, deutscher Orgelbauer und Violinist
- 1829: Eduard Georg von Bethusy-Huc, deutscher Politiker, MdL, MdR
- 1829: Adolf Fick, deutscher Physiologe
- 1829: Anton Gindely, österreichischer Historiker
- 1831: States Rights Gist, US-amerikanischer General der Konföderierten Armee
- 1832: Wilhelm Ludwig Conrad Listemann, deutscher Politiker, MdL
- 1833: Adolf Obermüllner, österreichischer Maler

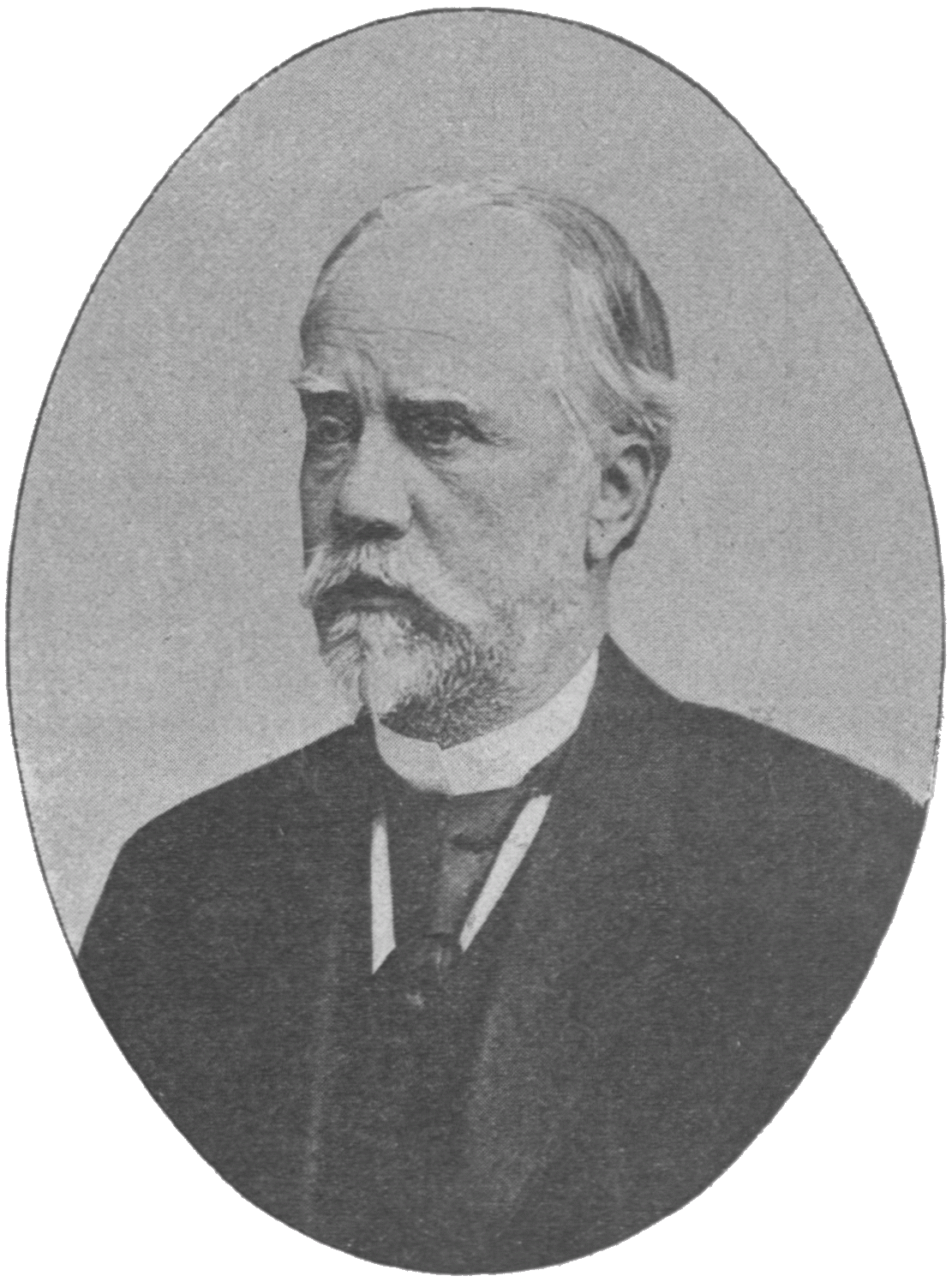
Ernst Rauscher von Stainberg (* 1834)

- 1834: Ernst Rauscher von Stainberg, österreichischer Schriftsteller
- 1837: Ludwig Arnsperger, badischer Ministerialbeamter
- 1838: Josef Hötte, deutscher Pelzhändler und Mäzen
- 1843: Jacob Lindboe, norwegischer Jurist und Politiker
- 1844: Sofja Andrejewna Tolstaja, russische Schriftstellerin, Ehefrau von Lew Tolstoi
- 1845: Cornelius Herz, französischer Geschäftsmann
- 1847: James Hannington, britischer Geistlicher, Bischof von Ostäquatorialafrika, Märtyrer und Heiliger der Church of England
- 1847: Charles S. Sperry, US-amerikanischer Admiral
- 1848: Sallie Shearer, US-amerikanische Bordellbetreiberin
- 1849: Sarah Orne Jewett, US-amerikanische Schriftstellerin
- 1850: Friedrich Delitzsch, deutscher Assyriologe

#### 1851–1900

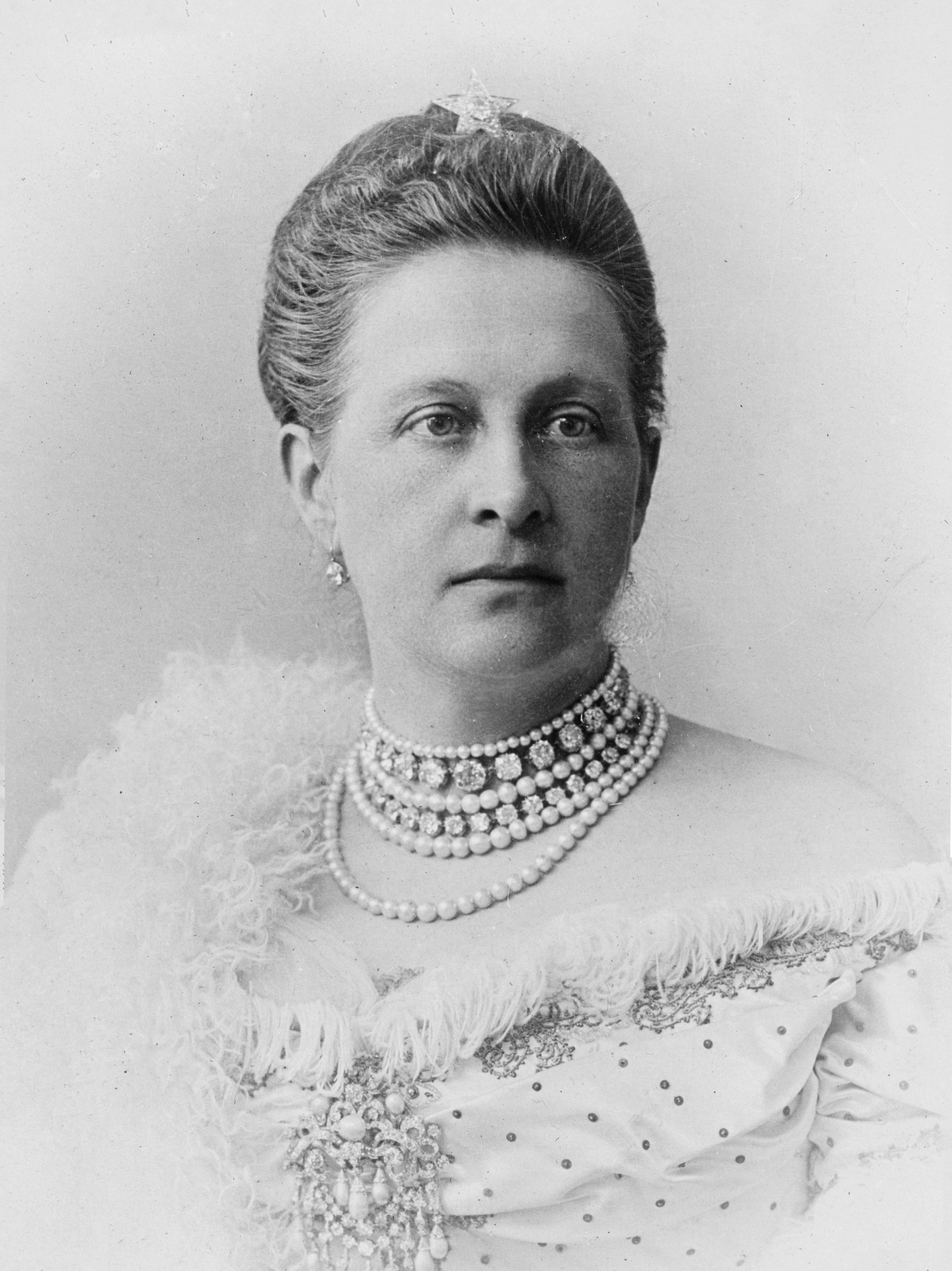
Olga Romanowa (* 1851)

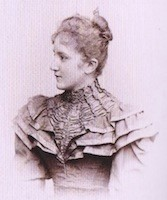
Helene Funke (* 1869)

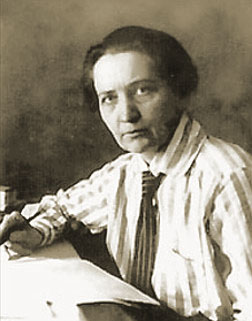
Jewgenija Bosch (* 1879)

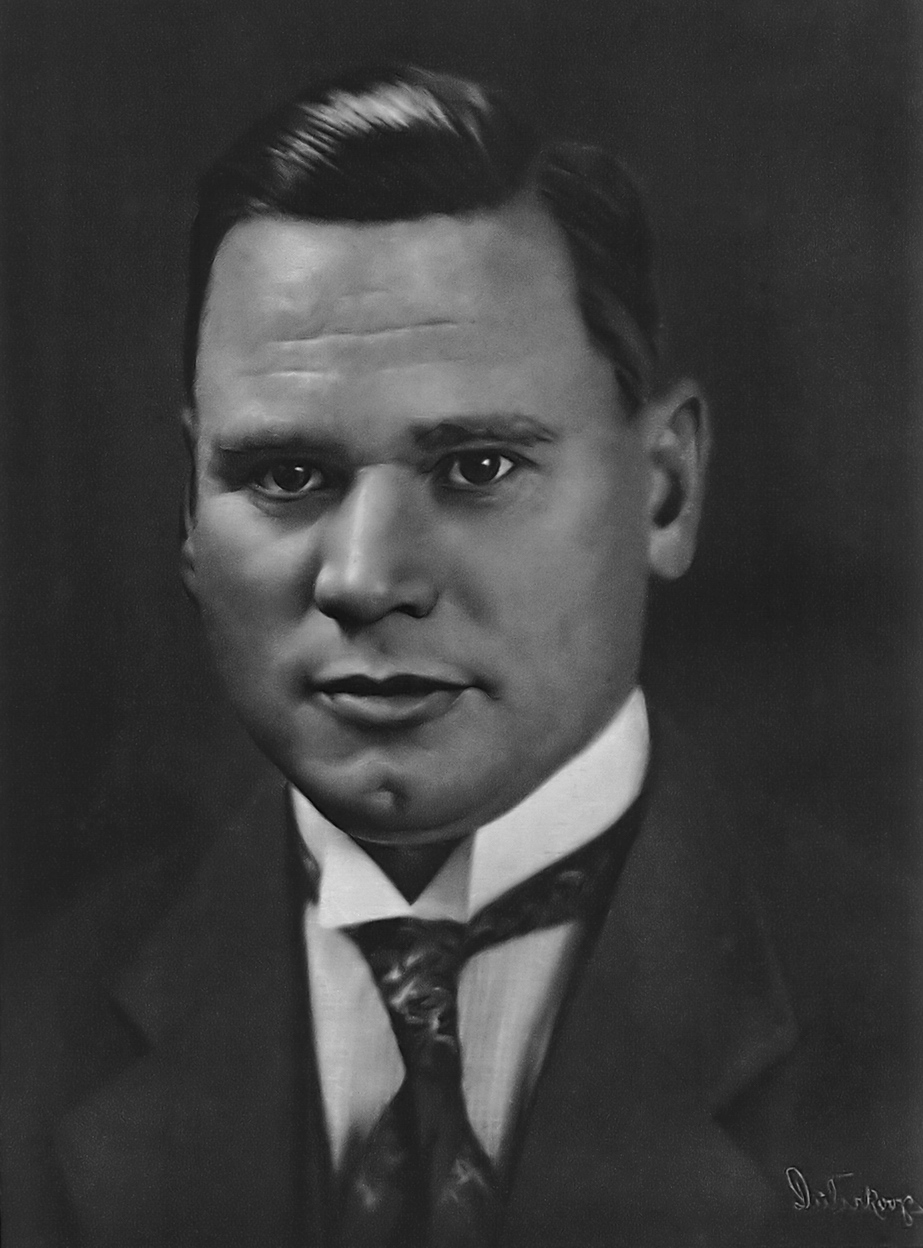
Max Brauer (* 1887)

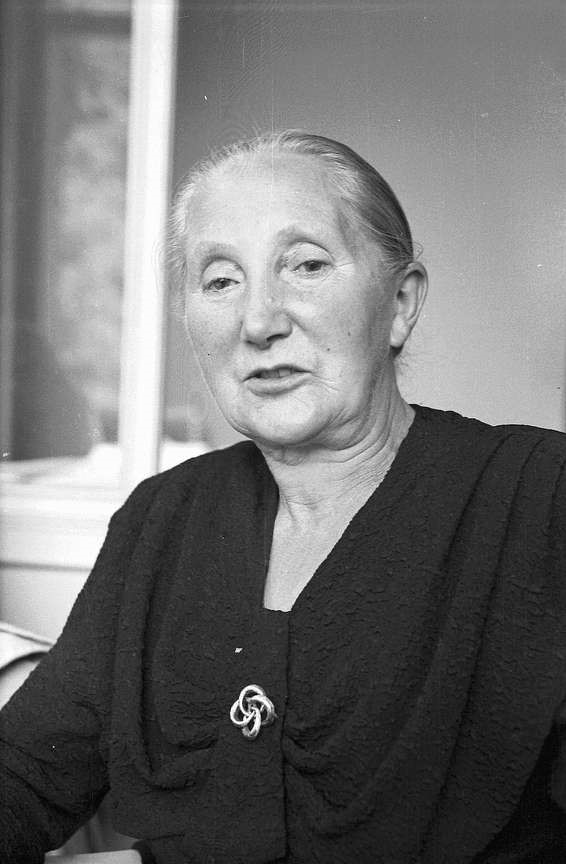
Lina Kromer (* 1889)

- 1851: Olga Konstantinowna Romanowa, Frau von Georg I. von Griechenland
- 1854: Wilhelmus Marinus van Rossum, Kardinal der römisch-katholischen Kirche
- 1856: Ernst Marcus, deutscher Jurist und Philosoph
- 1856: Louis Sullivan, US-amerikanischer Architekt
- 1857: Johann Künzle, Schweizer Theologe, Wegbereiter der modernen Phyto-Therapie
- 1859: Alfred Aubert, schweizerischer Politiker
- 1859: Jean Jaurès, französischer Politiker
- 1859: Hugo Türpe, deutscher Cornet-Virtuose und Komponist
- 1860: Gisela Staudigl, österreichische Opernsängerin
- 1863: Hans Aanrud, norwegischer Schriftsteller
- 1864: Otto Rehnig, deutscher Architekt
- 1866: John McTaggart Ellis McTaggart, britischer Philosoph
- 1869: Charles Follot, französischer Unternehmer und Autorennfahrer
- 1869: Helene Funke, deutsche Malerin
- 1869: Fritz Pregl, österreichischer Chemiker, Nobelpreisträger
- 1871: Ernst Neumann-Neander, deutscher Kunstmaler, Erfinder und Motorradbauer
- 1874: Carl Størmer, norwegischer Geophysiker und Mathematiker
- 1875: Ferdinand Porsche, österreichischer Automobilkonstrukteur und Unternehmer
- 1875: Wilhelm Scharrelmann, deutscher Lehrer und Schriftsteller
- 1878: Dorothy Lambert Chambers, britische Tennisspielerin
- 1879: Jewgenija Bogdanowna Bosch, deutsch-russische Parteifunktionärin
- 1879: Hermann Gehri, deutscher Maler
- 1880: Gustav Peter Bucky, Radiologe, Physiker, Wissenschaftler und Erfinder
- 1882: Johnny Douglas, britischer Boxer und Cricketspieler
- 1883: Harold D. Arnold, US-amerikanischer Elektroingenieur
- 1883: Ernst Pein, deutscher Unternehmer
- 1885: Wilhelm Baehrens, deutscher Altphilologe
- 1885: Károly Koch, ungarischer Ruderer
- 1887: Max Brauer, deutscher Kommunalpolitiker, Erster Bürgermeister von Hamburg
- 1887: Ludwig Gies, deutscher Maler und Bildhauer
- 1887ː Frida Wesolek, deutsche Widerstandskämpferin gegen und Opfer des Nationalsozialismus
- 1888: Hans Friedrich Blunck, deutscher Jurist und Schriftsteller
- 1889: Lina Kromer, deutsche Dichterin
- 1889: Isak Samokovlija, jugoslawischer Schriftsteller
- 1889: Hermann Zaiss, deutscher Heilungsevangelist
- 1890: Friedrich Altrichter, deutscher Offizier und Militärschriftsteller
- 1891: Marcel Georges Lucien Grandjany, französischer Harfenist, Lehrer und Komponist
- 1891: Friederike Wieking, oberste weibliche Kriminalbeamtin im Dritten Reich
- 1894: Benigno Aquino senior, philippinischer Politiker
- 1894: Antonio Gómezanda, mexikanischer Komponist und Pianist
- 1894: Egon Ranshofen-Wertheimer, österreichisch-US-amerikanischer Diplomat, Journalist, Rechts- und Staatswissenschaftler
- 1895: Noah Lewis, US-amerikanischer Musiker
- 1896: Alfons Beil, deutscher Priester und Autor

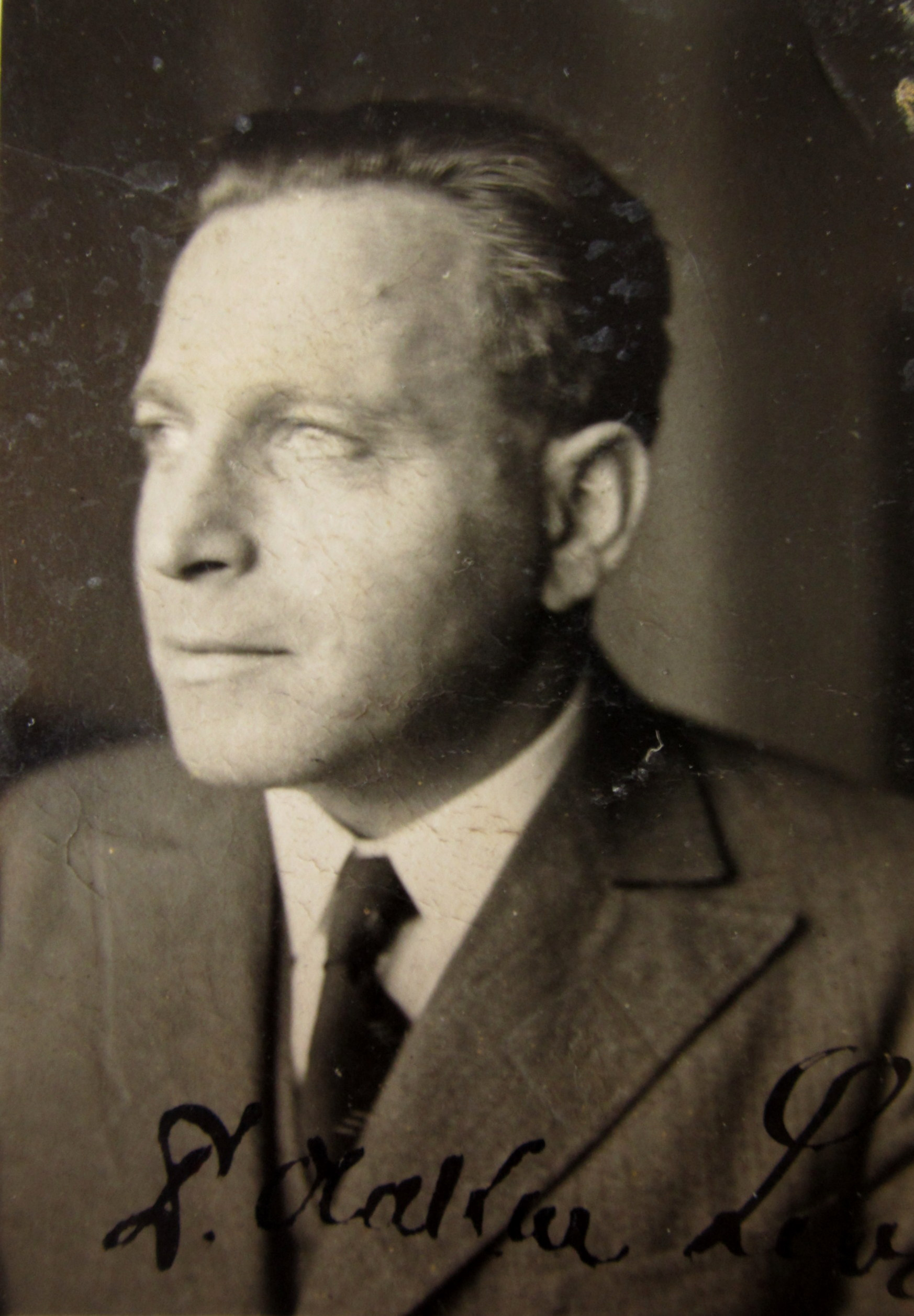
Otakar Levý (* 1896)

- 1896: Otakar Levý, tschechischer Literaturhistoriker, Romanist und Übersetzer
- 1897: James Hanley, britischer Schriftsteller
- 1897: Francisco Mignone, brasilianischer Komponist
- 1897: Franz Rontag, österreichischer Amateurfotograf
- 1898: Friedl Czepa, österreichische Schauspielerin
- 1899: Frank Macfarlane Burnet, australischer Mediziner
- 1900: Eduard van Beinum, niederländischer Dirigent
- 1900: Urho Kekkonen, finnischer Staatspräsident
- 1900: Margot Büttner, deutsche Naturschützerin

### 20. Jahrhundert

#### 1901–1925

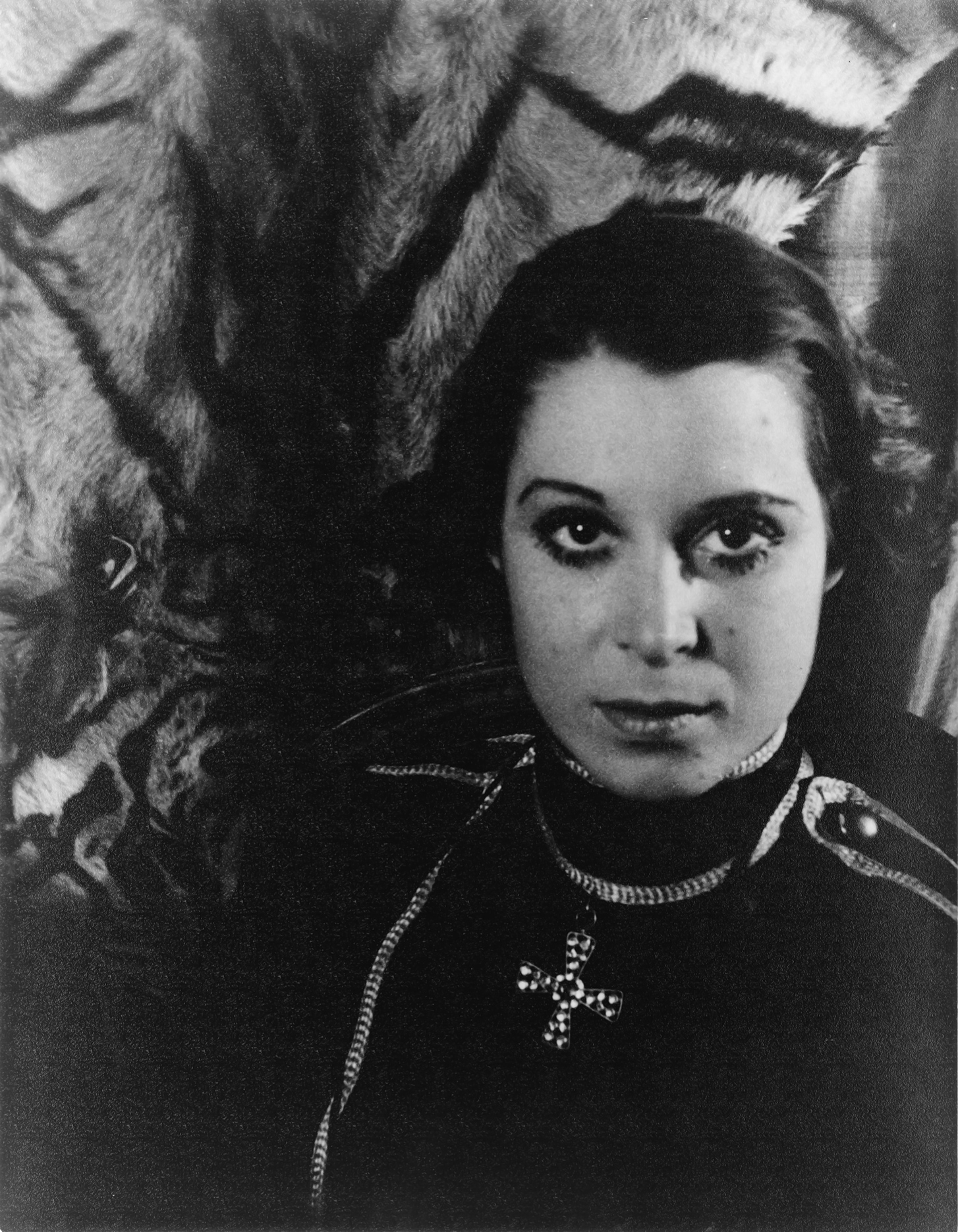
Kitty Carlisle (* 1910)

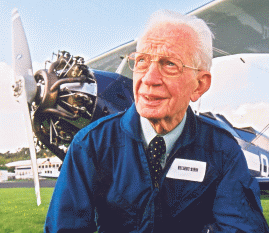
Helmut Sinn (* 1916)

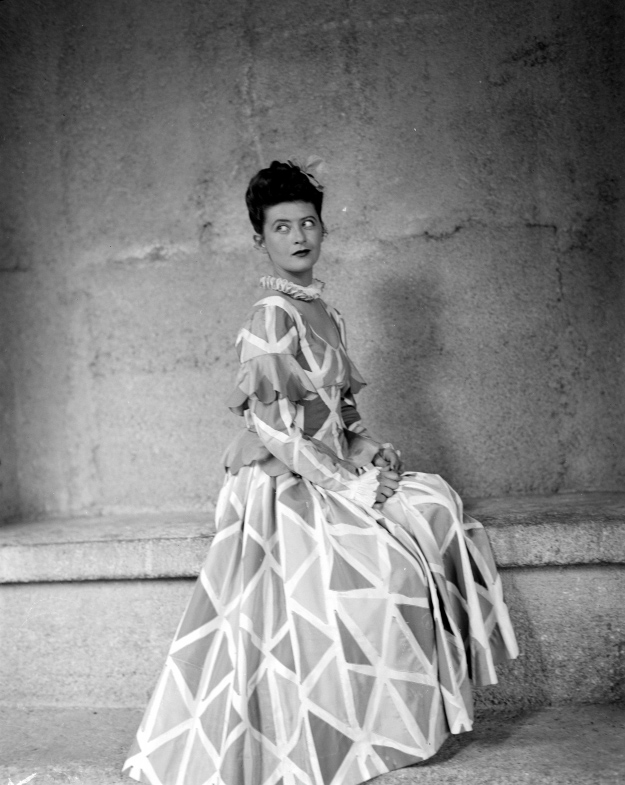
Susi Nicoletti (* 1918)

- 1901: José Bohr, Sänger, Komponist, Schauspieler und Regisseur
- 1901: Alfred E. Johann, deutscher Journalist, Schriftsteller
- 1902: Karl Saller, deutscher Anthropologe und Arzt
- 1903: Lothar Bolz, deutscher Politiker, Außenminister der DDR
- 1903: Wiktor Brégy, polnischer Sänger, Opernregisseur und Musikpädagoge
- 1904: Eduard Hartmann, österreichischer Politiker
- 1904: Marit Laurin, schwedische Anthroposophin, Übersetzerin und Nachdichterin.
- 1905: Willy Jannasch, deutscher Widerstandskämpfer
- 1905: Wilhelm Kamlah, deutscher Musikwissenschaftler, Theologe und Philosoph
- 1905: Bruno Pittermann, österreichischer Politiker
- 1908: Lothar Stengel-von Rutkowski, deutsch-baltischer Arzt, Rassentheoretiker und Dichter
- 1909: Erich Ahlers, deutscher Gartenbaudirektor
- 1910: Kitty Carlisle, US-amerikanische Schauspielerin und Sängerin
- 1910: Franz Jachym, Weihbischof von Wien
- 1910: Maurice Papon, französischer Politiker
- 1911: Ernst Meister, deutscher Lyriker und Hörspielautor
- 1912: Emmi Creola-Maag, Schweizer Werbetexterin, Erfinderin der fiktiven Köchin Betty Bossi
- 1913: Alan Ladd, US-amerikanischer Schauspieler
- 1914: Iwan Perewersew, sowjetischer Schauspieler
- 1915: Abel Ehrlich, israelischer Komponist
- 1915: Knut Nystedt, norwegischer Komponist und Chorleiter
- 1915: Memphis Slim, US-amerikanischer Bluessänger und -pianist
- 1916: Rudolf Sallinger, österreichischer Politiker
- 1916: Helmut Sinn, deutscher Flieger und Uhrenhersteller
- 1917: Reynold Tschäppät, Stadtpräsident von Bern
- 1917: Paul Zoungrana, Erzbischof von Ouagadougou und Kardinal
- 1918: Susi Nicoletti, österreichische Schauspielerin
- 1918: Sigfrid Riedel, General in der NVA
- 1919: Karl Docekal, österreichischer Heimatforscher und Grabungstechniker
- 1919: Wladimir Naef, Schweizer Schachspieler und Schachkomponist
- 1920: León Ferrari, argentinischer Künstler
- 1920: Paul Hamburger, österreichischer Pianist
- 1921: John Aston, englischer Fußballspieler

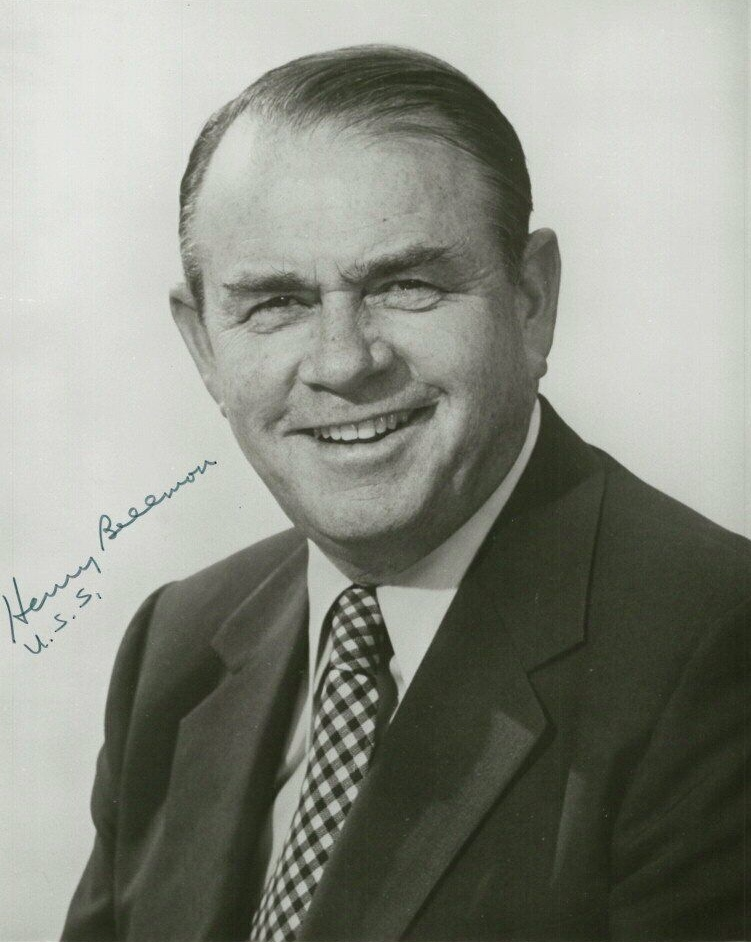
Henry Bellmon (* 1921)

- 1921: Henry Bellmon, US-amerikanischer Politiker
- 1921: Ruth Orkin, US-amerikanische Fotografin und Filmemacherin
- 1922: Steffan Danielsen, färöischer Maler
- 1922: Salli Terri, US-amerikanische Sängerin und Gesangspädagogin
- 1923: Herbert Binkert, deutscher Fußballspieler und -trainer
- 1923: Alan Connell, US-amerikanischer Autorennfahrer und Rancher
- 1923: Ed Sprinkle, US-amerikanischer American-Football-Spieler
- 1925: Hank Thompson, US-amerikanischer Country-Sänger

#### 1926–1950

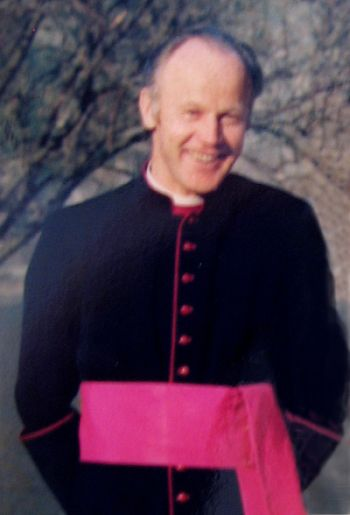
Emil Stehle (* 1926)

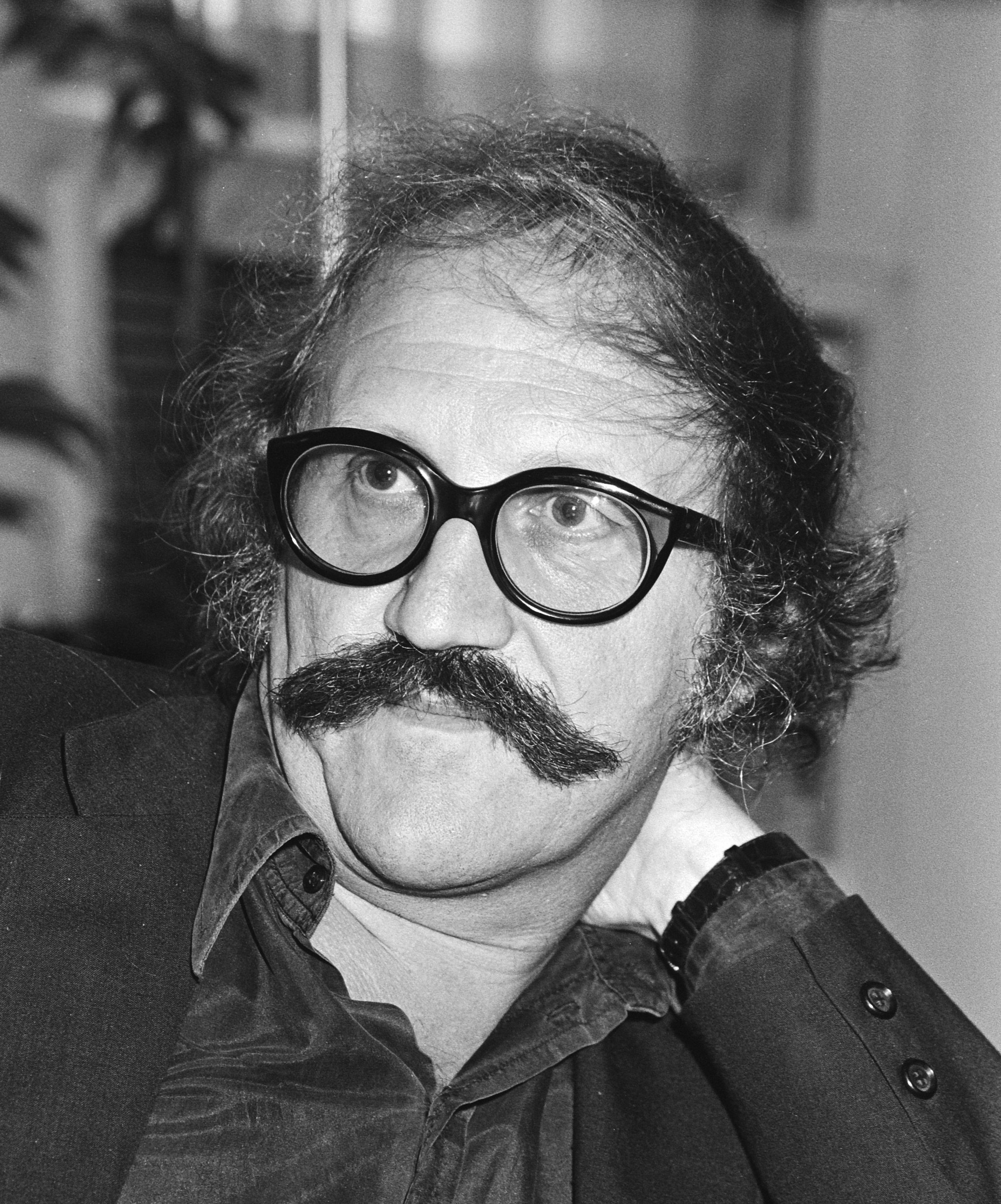
Wilhelm Holzbauer (* 1930)

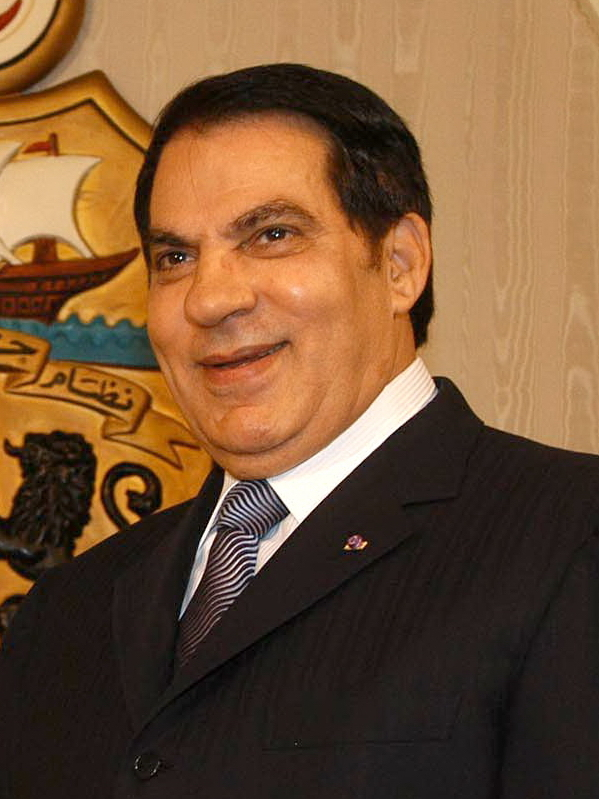
Zine el-Abidine Ben Ali (* 1936)

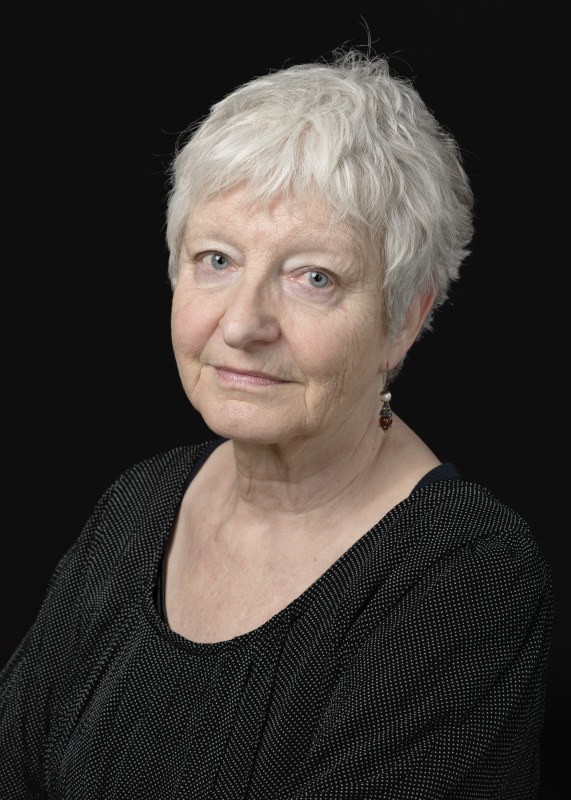
Claire Krähenbühl (* 1942)

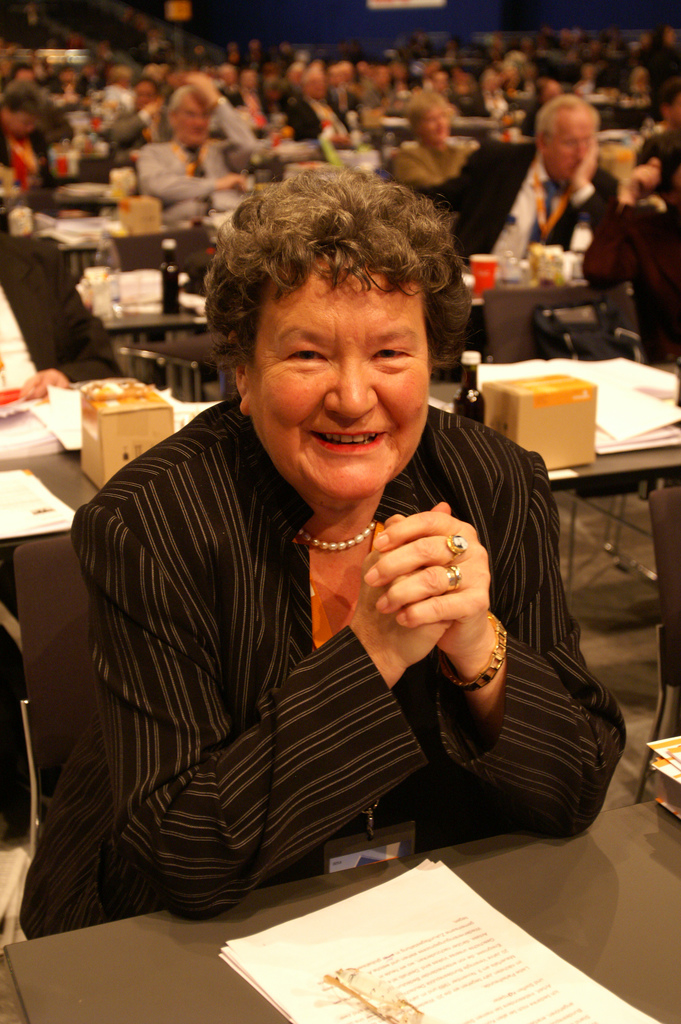
Dagmar Schipanski (* 1943)

- 1926: Rudi Arnstadt, deutscher Hauptmann der Grenztruppen der DDR
- 1926: Jochen Bleicken, deutscher Historiker
- 1926: Alison Lurie, US-amerikanische Schriftstellerin und Literaturwissenschaftlerin
- 1926: Emil Stehle, deutschstämmiger Bischof von Santo Domingo de los Colorados
- 1927: Ales Adamowitsch, belarussischer Schriftsteller, Kritiker und Literaturwissenschaftler
- 1928: Serge Bourguignon, französischer Filmregisseur und Drehbuchautor
- 1928: Marianne Kiefer, deutsche Schauspielerin
- 1928: Gerhard Rachold, deutscher Schauspieler
- 1928: Danuta Siedzikówna, polnische Krankenschwester, Opfer des Stalinismus in Polen
- 1928: Gaston Thorn, luxemburgischer Politiker, Mitglied der Chambre, MdEP
- 1929: Milan Balabán, tschechischer Professor der Theologie
- 1929: Helmuth Becker, deutscher Politiker, MdB, Parlamentarischer Staatssekretär, Vizepräsident des Bundestages
- 1929: James J. Bulger, US-amerikanischer Krimineller
- 1929: Irene Papas, griechische Schauspielerin
- 1930: Wilhelm Holzbauer, österreichischer Architekt
- 1930: Jorge Ángel Livraga-Rizzi, argentinischer Autor und Philosoph
- 1931: Samir Amin, ägyptischer Ökonom und Kritiker des Neokolonialismus
- 1931: Albert Henry DeSalvo, US-amerikanischer Mörder
- 1931: Michael E. Fisher, US-amerikanischer Physiker
- 1931: John Hotchkis, US-amerikanischer Autorennfahrer
- 1931: Rudolf Kelterborn, Schweizer Komponist
- 1931: Fritz J. Raddatz, deutscher Feuilletonist und Essayist, Biograf und Schriftsteller
- 1932: Gunter Gudian, deutscher Rechtshistoriker
- 1933: Tompall Glaser, US-amerikanischer Country-Musiker
- 1933: Roland Kayn, deutscher Komponist
- 1934: Xavier Darasse, französischer Komponist und Organist
- 1934: Freddie King, US-amerikanischer Musiker
- 1934: Lucien Muller, französischer Fußballspieler
- 1935: Eileen Brennan, US-amerikanische Schauspielerin
- 1935: Otto Ketting, niederländischer Komponist
- 1935: Assar Rönnlund, schwedischer Skilangläufer
- 1935: Hans Sturm, deutscher Fußballspieler
- 1936: Zine el-Abidine Ben Ali, tunesischer Politiker, Staatspräsident
- 1936: Alexander Mnazakanjan, armenisch-russischer Komponist
- 1936: Marion Rushing, US-amerikanischer American-Football-Spieler
- 1936: Kazuo Umezu, japanischer Manga-Zeichner
- 1937: Bettina Heinen-Ayech, deutsche Malerin
- 1937ː Anne-Marie Rey, Schweizer Frauenrechtlerin und Politikerin
- 1938: Caryl Churchill, britische Autorin
- 1938: Ryōji Noyori, japanischer Chemiker, Nobelpreisträger
- 1939: Wassili Jegorowitsch Afonin, sowjetisch-russischer Schriftsteller
- 1939: Vivi Bach, dänische Sängerin, Schauspielerin und Schriftstellerin
- 1939: Richard Bond, britischer Autorennfahrer
- 1940: Pauline Collins, britische Theater- und Filmschauspielerin
- 1940: Eduardo Galeano, uruguayischer Journalist, Essayist und Schriftsteller
- 1941: Dave Cowart, US-amerikanischer Autorennfahrer
- 1942: Alan Jardine, US-amerikanischer Musiker (Beach Boys)
- 1942: Claire Krähenbühl, Schweizer Schriftstellerin
- 1943: Dieter Mietz, deutscher Fußballspieler
- 1943: Dagmar Schipanski, deutsche Physikerin und Politikerin
- 1943: Moritz Suter, Schweizer Unternehmer und Pilot
- 1944: Karl Uwe Oppermann, deutscher Politiker, MdL
- 1945: Walter Andreas Müller, Schweizer Schauspieler
- 1946: Brian Ashton, englischer Rugby-Union-Spieler und -Trainer
- 1946: Ágnes Hamvas, ungarische Bogenschützin
- 1947: Kjell Magne Bondevik, norwegischer Politiker

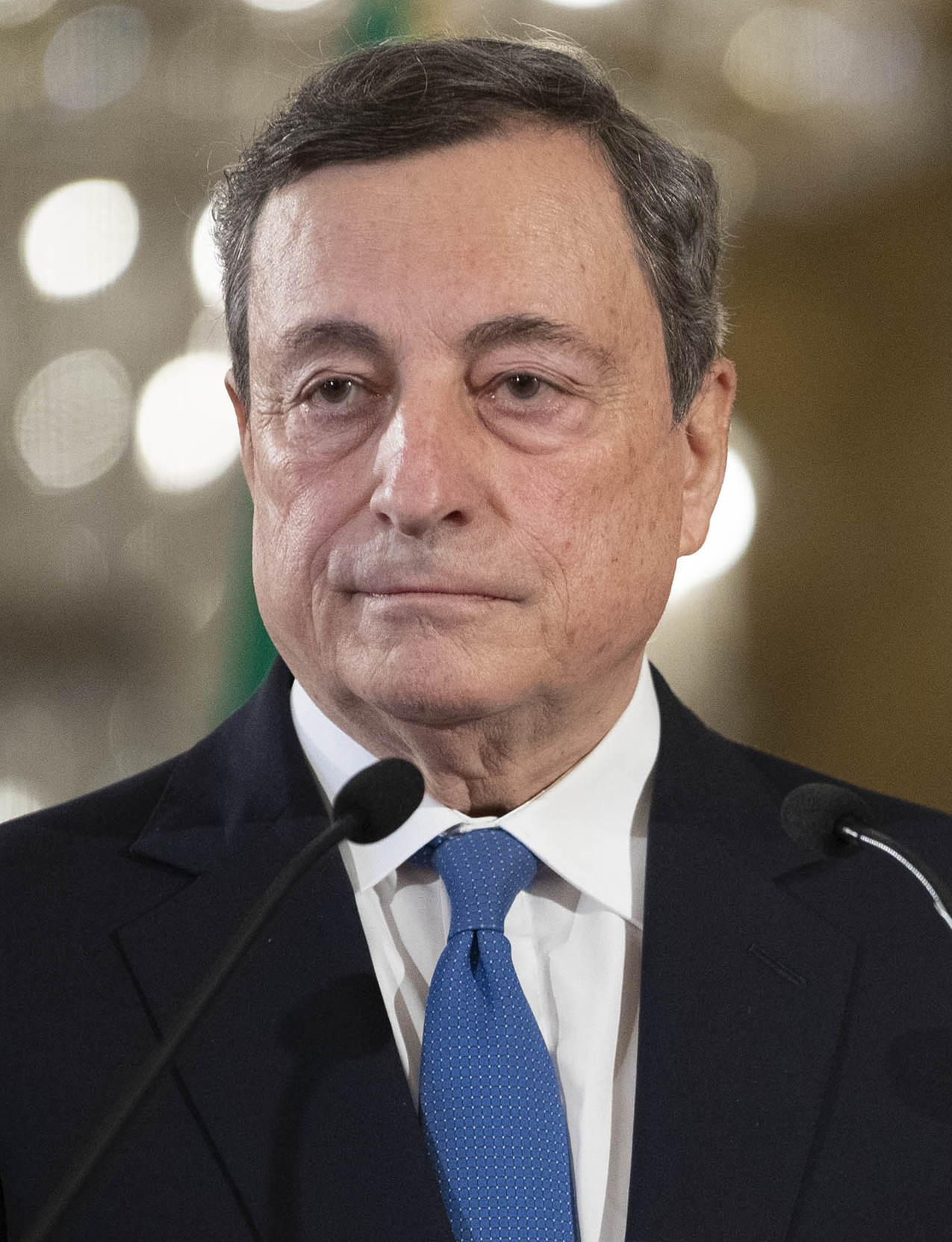
Mario Draghi (* 1947)

- 1947: Mario Draghi, italienischer Zentralbankchef
- 1947: Gerd Gigerenzer, deutscher Psychologe
- 1947: Gérard Houllier, französischer Fußballtrainer
- 1947: Marie-Luise Kling-de Lazzer, deutsche evangelische Theologin
- 1947: Nikolaus Schneider, deutscher Theologe
- 1948: Heiner Möller, deutscher Handballspieler
- 1948: Levy Mwanawasa, sambischer Jurist, Staatspräsident
- 1949: Onaje Allan Gumbs, US-amerikanischer Jazz-Pianist und Arrangeur
- 1949: Volker Kauder, deutscher Politiker, MdB, Vorsitzender der CDU/CSU-Fraktion, Generalsekretär der CDU
- 1949: José Pékerman, argentinischer Fußballspieler und -trainer
- 1950: Jean-Pierre Abelin, französischer Abgeordneter
- 1950: Rudolf Bissegger, Schweizer Schauspieler
- 1950: Jóhannes Eðvaldsson, isländischer Fußballspieler
- 1950: Peter Lehmann, deutscher Autor, Verleger und Pädagoge

#### 1951–1975

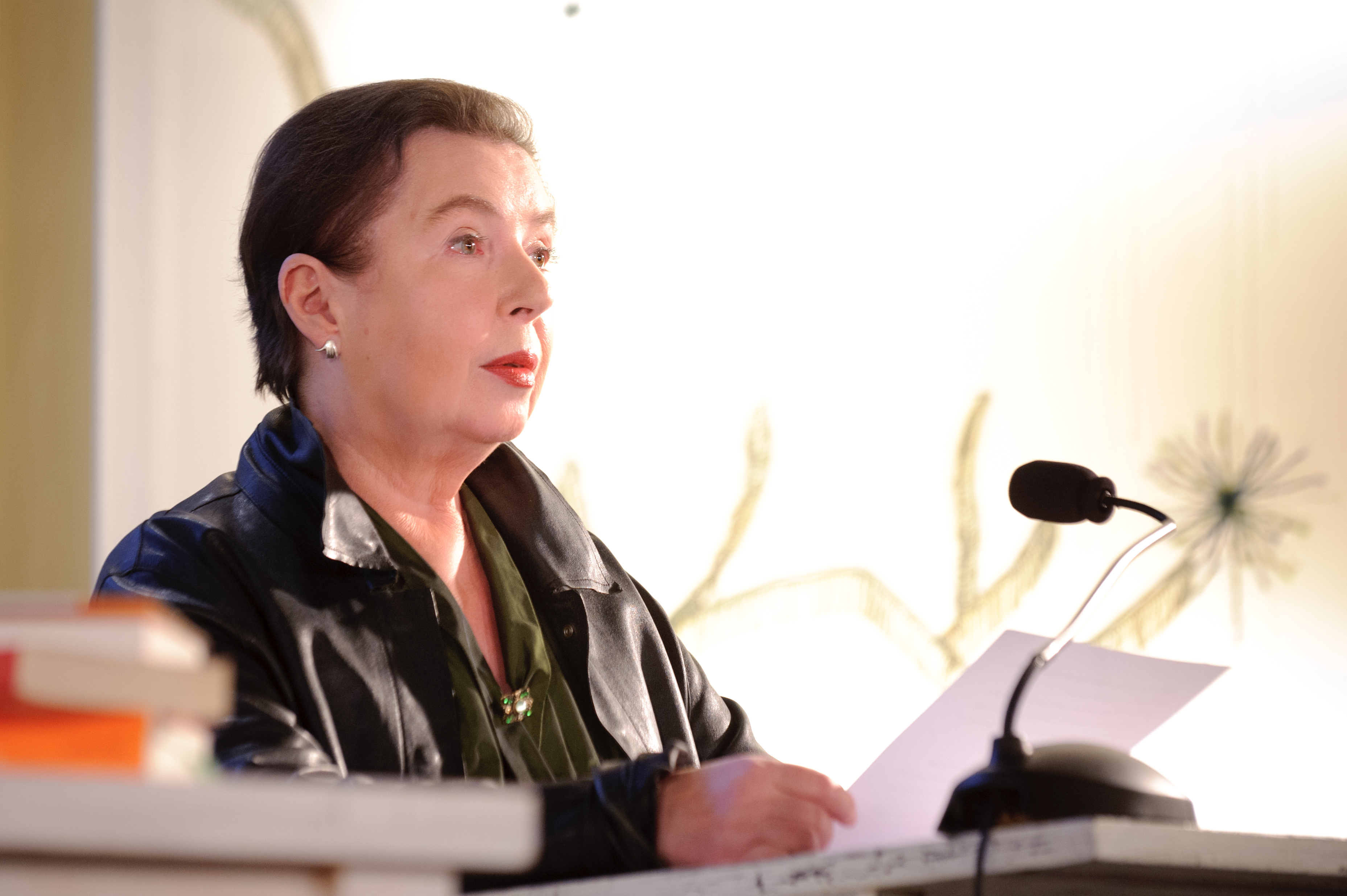
Simone von Zglinicki (* 1951)

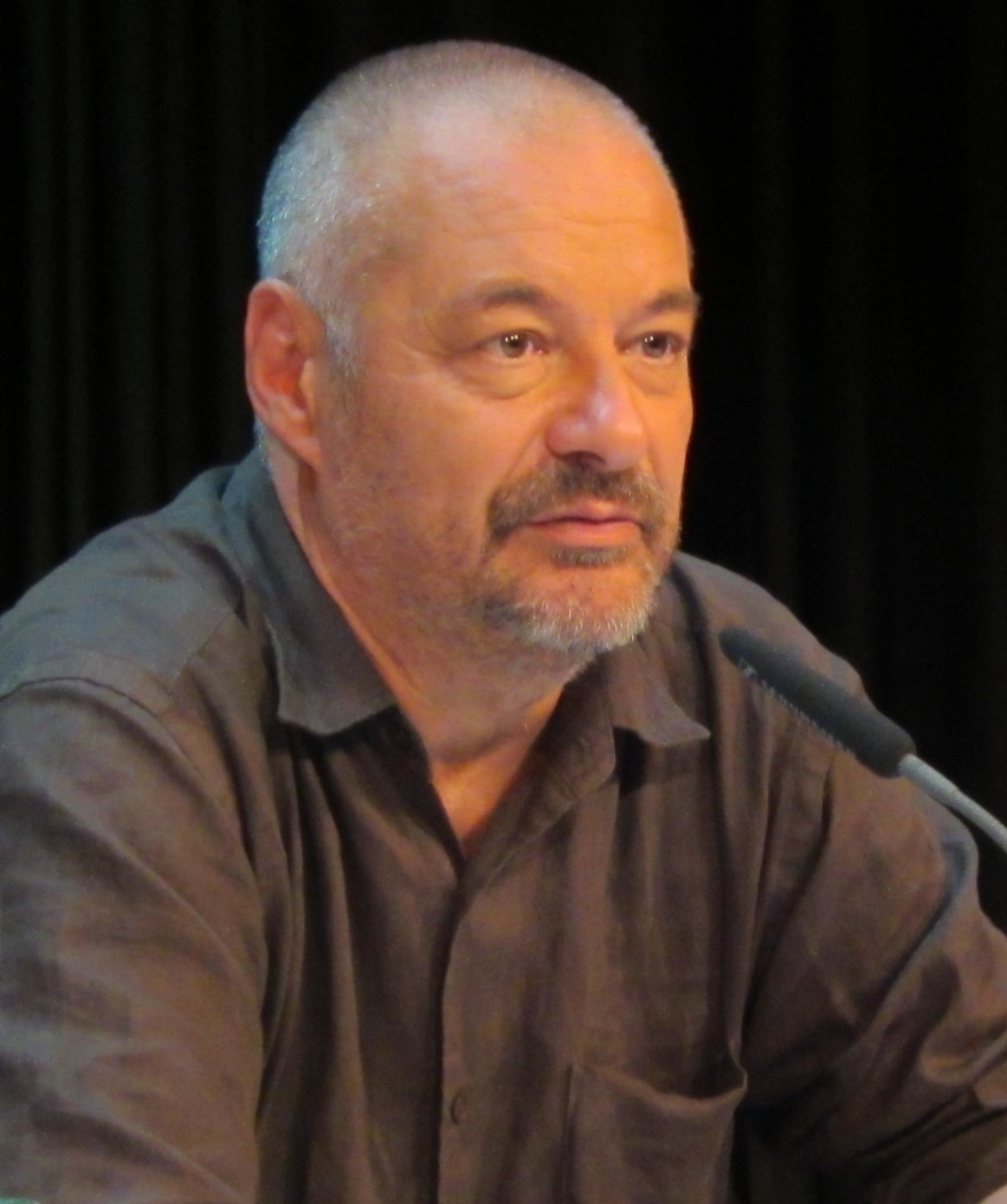
Jean-Pierre Jeunet (* 1953)

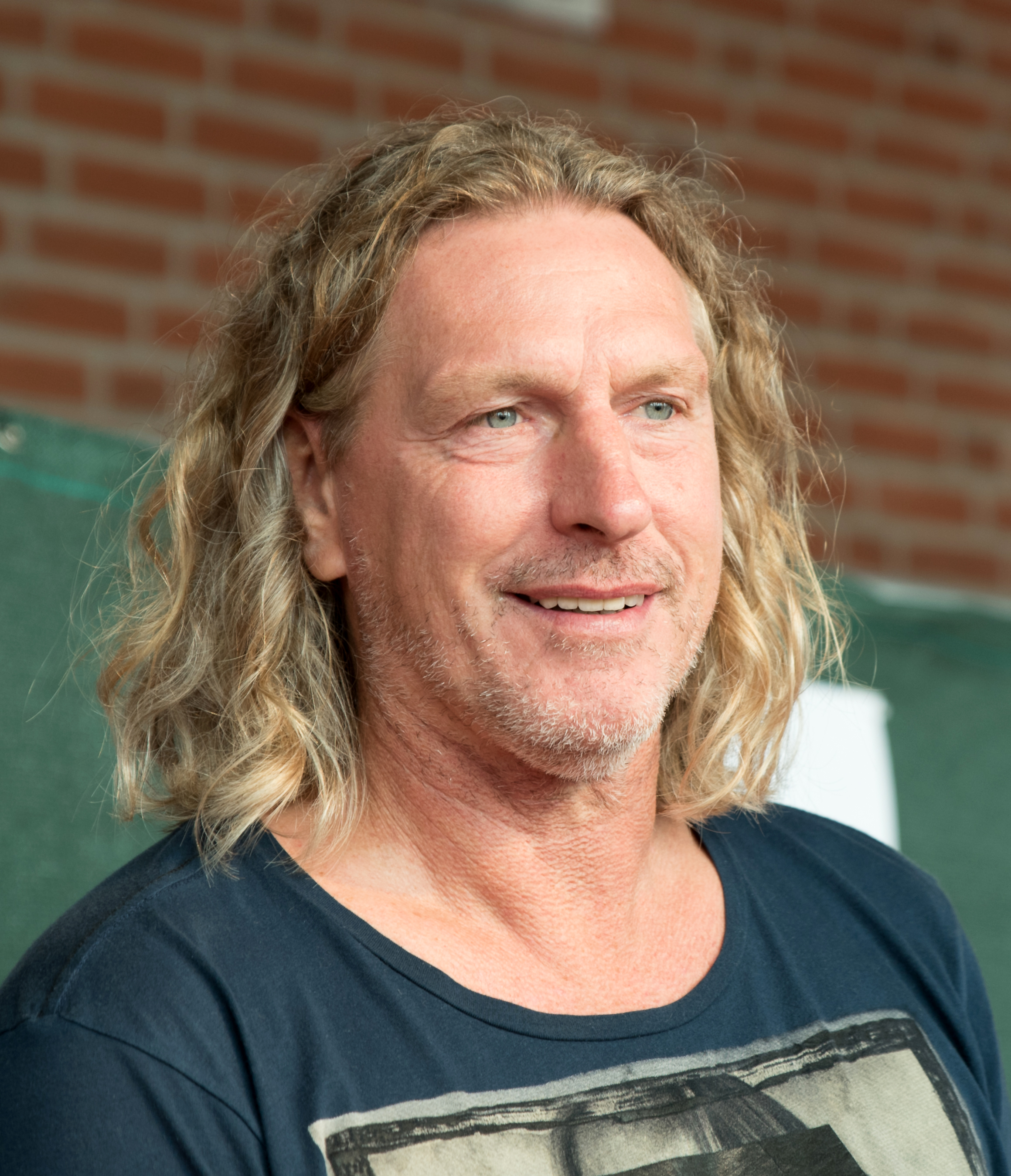
Michael Schulz (* 1961)

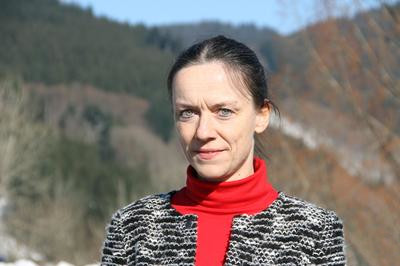
Dorothee Haroske (* 1968)

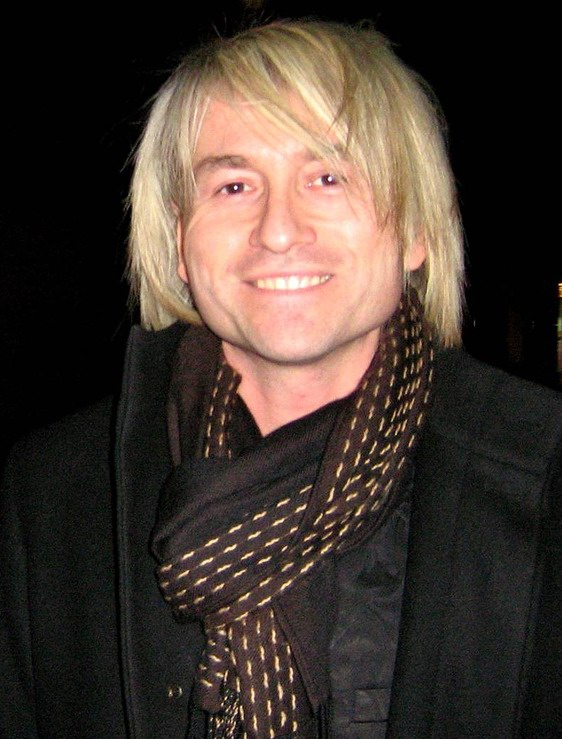
Piotr Rubik (* 1968)

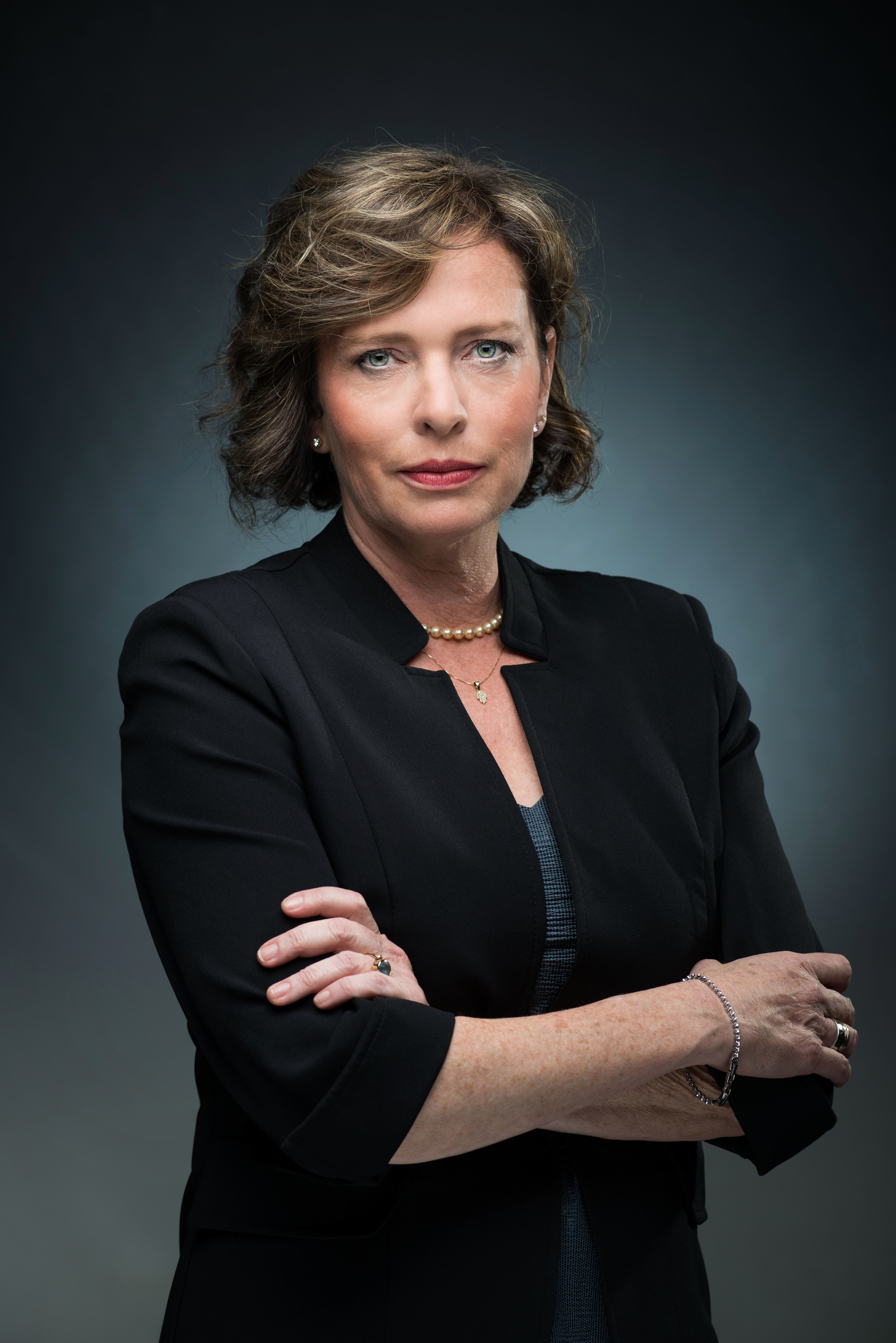
Einat Kalisch-Rotem (* 1970)

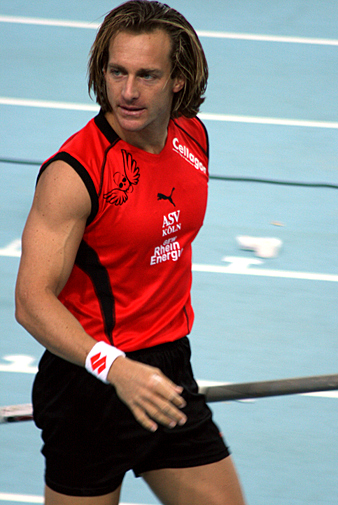
Tim Lobinger (* 1972)

- 1951: Peter-Jürgen Boock, deutscher Terrorist
- 1951: Simone von Zglinicki, deutsche Schauspielerin
- 1952: François Emmanuel, belgischer Schriftsteller, Psychiater und Psychoanalytiker
- 1952: Ekkehard Fasser, Schweizer Leichtathlet und Bobfahrer
- 1952: Kurt Gartlehner, österreichischer Politiker
- 1953: Jean-Pierre Jeunet, französischer Regisseur
- 1953: David Gordon White, US-amerikanischer Religionswissenschaftler und Hochschullehrer
- 1954: Markus Boysen, deutscher Filmschauspieler
- 1954: Herbert Plank, italienischer Skirennläufer
- 1955: Steve Jones, britischer Gitarrist und Sänger (Sex Pistols)
- 1956: Masahiro Akimoto, japanischer Skispringer
- 1956: Klaus Draeger, deutscher Physiker und Manager
- 1957: Walter Kelsch, deutscher Fußballspieler
- 1957: Erhan Önal, türkischer Fußballspieler
- 1958: Achim Arbeiter, deutscher Archäologe
- 1959: Stephan Bickhardt, deutscher Pastor und Bürgerrechtler in der DDR
- 1959: José Luis Laguía, spanischer Radrennfahrer
- 1960: Anett Pötzsch-Rauschenbach, deutsche Eiskunstläuferin, Olympiasiegerin
- 1961ː Ursula Schneider, österreichische Architektin
- 1961: Michael Schulz, deutscher Fußballspieler
- 1963: Sam Adams, US-amerikanischer Politiker, Bürgermeister von Portland
- 1963: Malcolm Gladwell, kanadischer Journalist und Autor
- 1964: Norbert Huber, italienischer Rodler
- 1964: Peter Kotthaus, deutscher Schauspieler
- 1965: Vilborg Davíðsdóttir, isländische Autorin und Journalistin
- 1965: Charlie Sheen, US-amerikanischer Schauspieler
- 1966: Wladimir Alexandrowitsch Ryschkow, russischer Politiker
- 1967: Daron Acemoğlu, US-amerikanischer Ökonom
- 1967: Bodo Schmidt, deutscher Fußballspieler
- 1968: Dorothee Haroske, deutsche Mathematikerin
- 1968: Thomas Ostermeier, deutscher Regisseur
- 1968: Piotr Rubik, polnischer Komponist
- 1969: Robert Karlsson, schwedischer Profigolfer
- 1969: Jörg Müller, deutscher Tourenwagen-Rennfahrer
- 1970: Einat Kalisch-Rotem, israelische Architektin und Politikerin
- 1970: Sandra Kegel, deutsche Literaturkritikerin und Journalistin
- 1970: Gareth Southgate, englischer Fußballspieler
- 1970: Tom Stiansen, norwegischer Skirennläufer
- 1970: Claudio Zuccolini, Schweizer Moderator und Comedian
- 1971: Mirja Boes, deutsche Schauspielerin, Comedian und Sängerin
- 1971: Peter Fox, deutscher Reggae- und Hip-Hop-Musiker
- 1971: Angela Marquardt, deutsche Politikerin, MdB
- 1971: Paolo Montero, uruguayischer Fußballspieler
- 1971: Kristean Porter, US-amerikanische Freestyle-Skierin
- 1971: Sascha Wolf, deutscher Fußballspieler
- 1972: Tim Lobinger, deutscher Leichtathlet
- 1972: Neil Martin, britischer Mathematiker und Rennstratege
- 1972: Martin Straka, tschechischer Eishockeyspieler
- 1973: Jo Ambros, deutscher Jazzmusiker und Gitarrist
- 1973: Elisabeth Baulitz, deutsche Schauspielerin
- 1974: Christof Babatz, deutscher Fußballspieler
- 1974: Martin Butzke, deutscher Schauspieler und Hörspielsprecher
- 1974: Yasmina Filali, deutsche Schauspielerin
- 1974: Martin Gerber, Schweizer Eishockeyspieler
- 1975: Elke Adams, deutsche Juristin
- 1975: Cristobal Huet, französischer Eishockeyspieler
- 1975: Stefan Müller, deutscher Politiker, MdB
- 1975: Dmitri Stjopuschkin, russischer Bobfahrer

#### 1976–2000
- 1976: Samuel Kuffour, deutsch-ghanaischer Fußballspieler
- 1976: Agnes Scheibelreiter, österreichische Sopranistin
- 1977: Pernille Harder, dänische Badmintonspielerin

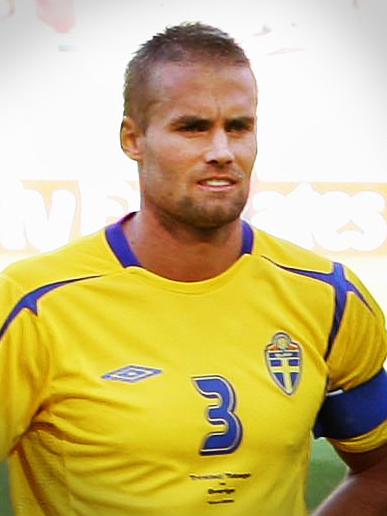
Olof Mellberg (* 1977)

- 1977: Olof Mellberg, schwedischer Fußballspieler und -trainer
- 1978: Charles Grant, US-amerikanischer American-Football-Spieler
- 1978: Tinkara Kovač, slowenische Sängerin und Flötistin
- 1978: Michal Rozsíval, tschechischer Eishockeyspieler
- 1979: Júlio César, brasilianischer Fußballspieler
- 1979: Anna Voy Kunith, deutsche Schauspielerin
- 1979: Katharina Lindner, deutsche Fußballspielerin
- 1980: Stefan Buck, deutscher Fußballspieler
- 1980: Natascha Karabey, deutsche Standardtänzerin
- 1981: Alexander Michailowitsch Buturlin, russischer Eishockeyspieler
- 1981: Fearne Cotton, britische Fernsehmoderatorin
- 1982: Timo Achenbach, deutscher Fußballspieler
- 1982: Anja Althaus, deutsche Handballspielerin

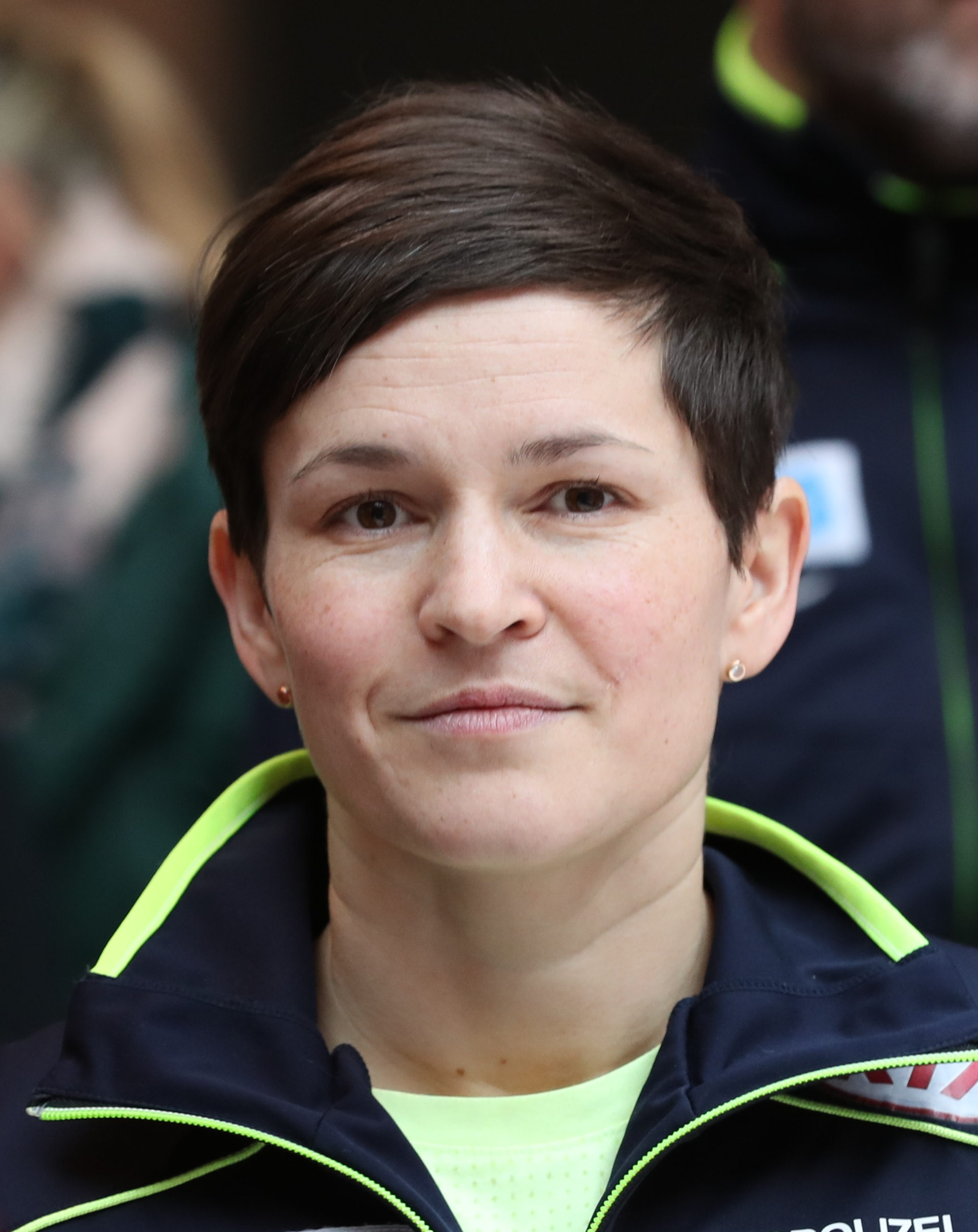
Judith Dannhauer (* 1982)

- 1982: Judith Dannhauer, deutsche Eisschnellläuferin
- 1983: Roman Amojan, armenischer Ringer
- 1983: Augusto Farfus, brasilianischer Rennfahrer
- 1983: Eko Fresh, deutsch-türkischer Rapper
- 1983: Alexander Klaws, deutscher Sänger
- 1984: Garrett Hedlund, US-amerikanischer Schauspieler
- 1984: Mario Mutsch, luxemburgischer Fußballspieler
- 1984: Denis Ölmez, deutscher Schauspieler und Stuntkoordinator
- 1985: Scott Carson, englischer Fußballspieler
- 1985: Swen König, Schweizer Fußballspieler und Torwarttrainer
- 1986: Sergei Alexandrowitsch Kolesnikow, russischer Radrennfahrer
- 1986: Shaun White, US-amerikanischer Snowboarder
- 1988: Carolin Bachmann, deutsche Politikerin

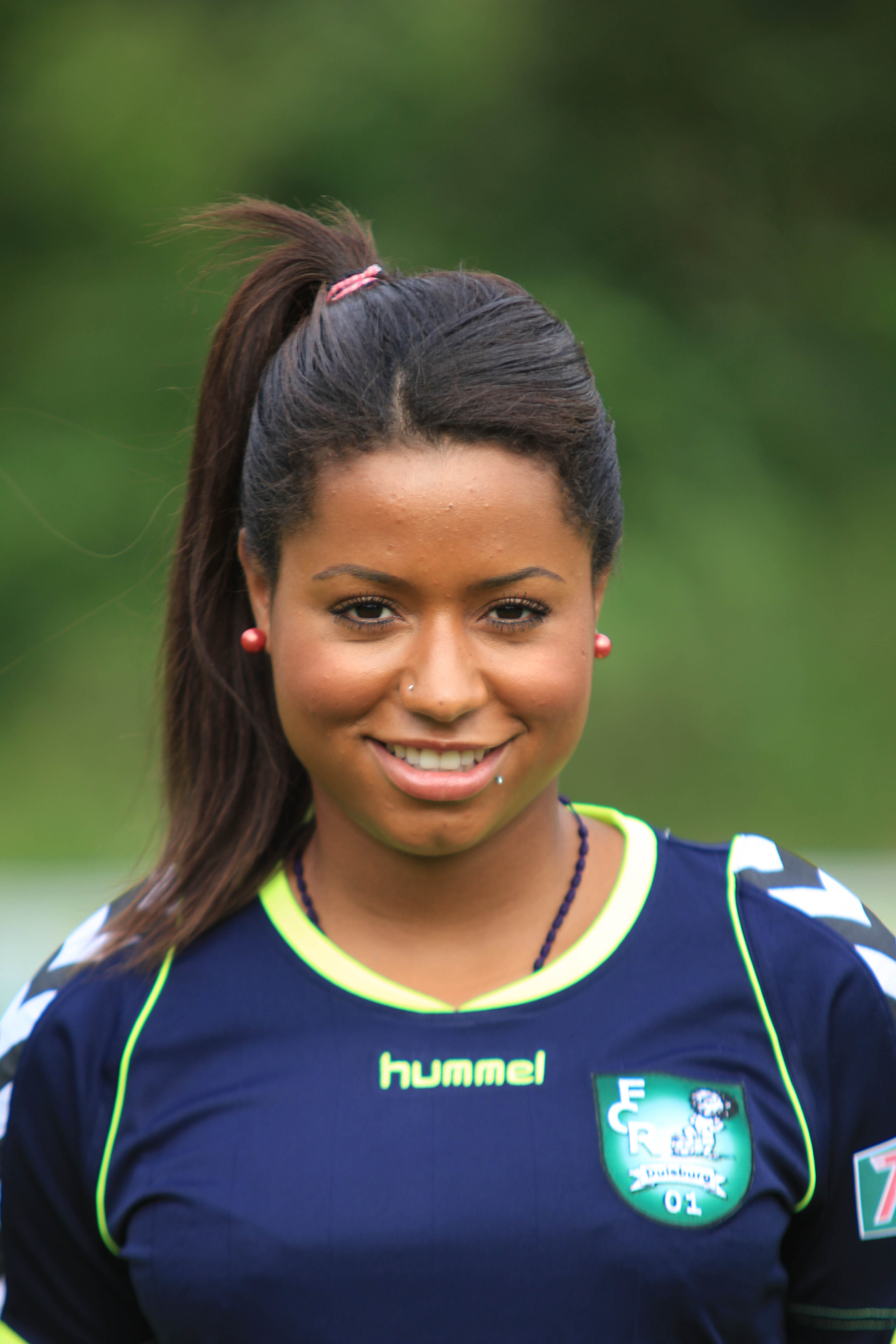
Nicole Banecki (* 1988)

- 1988: Nicole Banecki, deutsche Fußballspielerin
- 1988: Jérôme Boateng, deutscher Fußballspieler
- 1989: Gusttavo Lima, brasilianischer Sänger
- 1990: Stine Jørgensen, dänische Handballspielerin
- 1990: Jesse Krohn, finnischer Autorennfahrer
- 1990: Jewhen Nowossad, ukrainischer Billardspieler
- 1990: Benjamin Oeser, deutscher Schauspieler, Sänger und Regisseur
- 1990: Rita Volk, US-amerikanische Schauspielerin
- 1991: Thomas Delaney, dänischer Fußballspieler

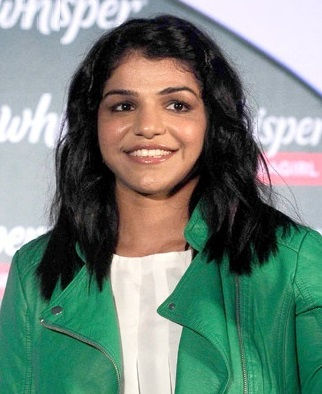
Sakshi Malik (* 1992)

- 1992: Sakshi Malik, indische Ringerin
- 1993: Osayamen Osawe, englischer Fußballspieler
- 1993: Fabian Lienhard, Schweizer Radrennfahrer
- 1993: Dominic Thiem, österreichischer Tennisspieler
- 1994: Sofia Polcanova, österreichische Tischtennisspielerin
- 1995: Niklas Süle, deutscher Fußballspieler
- 1996: Linus Mathes, deutscher Handballspieler
- 1996: Aljaksej Mschatschyk, belarussischer Gewichtheber
- 1996: Neilson Powless, US-amerikanischer Radrennfahrer
- 1997: Michael Röls, deutscher Politiker, MdL
- 1997: Hana Kimura, japanische Wrestlerin und Schauspielerin
- 1997: Melvin Tchiknavorian, französischer Freestyle-Skier
- 1999: Annika Graser, deutsche Fußballspielerin

### 21. Jahrhundert

#### 2001–2010
- 2001: Luke Hoß, deutscher Politiker (Die Linke)
- 2001: Ulysse de Pauw, belgischer Autorennfahrer

## Gestorben

### Vor dem 16. Jahrhundert
- 0737: Fujiwara no Umakai, japanischer Staatsmann und Dichter
- 0818: Hildebold, Erzbischof von Köln
- 0931: Uda, Tennō von Japan
- 0998: Gottfried der Gefangene, Graf des Bidgau, des Methingau, von Verdun und im Hennegau
- 1063: Heinrich II., Bischof von Augsburg
- 1120: Gerhard Sasso, Gründer des Johanniterordens
- 1125: Udalrich II., Fürstbischof von Eichstätt
- 1231: Wilhelm II. von Dampierre, Herr von Dampierre-sur-l'Aube und Saint-Dizier
- 1259: Dietrich von Grüningen, Ordensritter, Landmeister und Deutschmeister des Deutschen Ordens
- 1279: Étienne Tempier, Bischof von Paris
- 1301: Alberto I. della Scala, Herr von Verona
- 1313: Anna Přemyslovna, Königin in Böhmen
- 1322: Gottfried III. von Hohenlohe, Bischof von Würzburg
- 1328: Castruccio Castracani, italienischer Condottiere, Herzog von Lucca
- 1347: Engelbert von Dolen, Bischof von Dorpat
- 1365: Rudolf II. von Anhalt, Bischof von Schwerin
- 1391: Heinrich van der Linden, Schöffe und Bürgermeister der Reichsstadt Aachen
- 1402: Gian Galeazzo Visconti, Herzog von Mailand
- 1420: Robert Stewart, 1. Duke of Albany, schottischer Prinz, Sohn von König Robert II.
- 1427: Konrad VI., Herzog von Oels und Steinau
- 1455: Alonso Fernández de Madrigal, Bischof von Ávila
- 1467: Eleonore Helena von Portugal, Kaiserin des Heiligen Römischen Reichs, Ehefrau Friedrichs III.
- 1481: Amalie, Pfalzgräfin und Herzogin von Zweibrücken und Veldenz

### 16. bis 18. Jahrhundert
- 1513: Gerald FitzGerald, 8. Earl of Kildare, irischer Adeliger
- 1515: Andreas Stiborius, deutsch-österreichischer Astronom, Mathematiker und Theologe
- 1520: Ippolito I. d’Este, Erzbischof von Gran und Mailand, Kardinal
- 1546: Petru Rareș, Woiwode des Fürstentums Moldau
- 1586: Elisabeth Ursula von Braunschweig-Lüneburg, Gräfin von Schaumburg
- 1591: Francisco Avellaneda, italienischer Geistlicher
- 1592: Robert Greene, englischer Schriftsteller
- 1595: Philipp von Nassau, niederländischer Militär
- 1597: Jakobe von Baden-Baden, Herzogin von Jülich-Kleve-Berg
- 1607: Johann Wilhelm Stucki, Schweizer evangelischer Theologe, Philologe und Historiker
- 1618: Friedrich IV. von dem Bergh, niederländischer Militär in generalstaatischen und spanischen Diensten
- 1634: Edward Coke, englischer Jurist und Politiker, Generalstaatsanwalt, oberster Richter am Court of Common Pleas und Court of King’s Bench
- 1634: Johann Friedrich von Schleswig-Holstein-Gottorf, Erzbischof von Bremen, Fürstbischof von Lübeck, Bischof von Verden
- 1642: Elisabeth von Oranien-Nassau, Herzogin von Bouillon und Regentin des unabhängigen Fürstentums Sedan
- 1651: Kösem Mahpeyker, Favoritin des Sultans Ahmed I., Regentin für Murad IV. und Mehmed IV.
- 1653: Claudius Salmasius, französischer Altphilologe und Universalgelehrter
- 1655: Johann Wolfart van Brederode, niederländischer Staatsmann und Militär
- 1658: Hans Jakob Ammann, Schweizer Wundarzt, Ägyptenreisender und Reiseschriftsteller
- 1658: Oliver Cromwell, Lordprotektor von England, Schottland und Irland
- 1667: Alonso Cano, spanischer Maler, Bildhauer und Architekt
- 1676: César d’Albret, Marschall von Frankreich
- 1680: Anna Elisabeth, Prinzessin von Anhalt-Bernburg und Herzogin von Württemberg-Bernstadt
- 1700: Johann Jacob Merklein, deutscher Barbierchirurg, Ostindien-Reisender und Reiseschriftsteller
- 1708: Christian Liebe, deutscher Komponist und Organist
- 1714: Pietro Antonio Fiocco, venezianischer Komponist und Kapellmeister in den habsburgischen Niederlanden
- 1719: Johann Heinrich May der Ältere, deutscher lutherischer Theologe, Philologe und Historiker
- 1720: Henri de Massue, französischer hugenottischer Adeliger
- 1721: Johann Anton Losy von Losinthal, böhmischer kaiserlicher Beamter, Komponist und Lautenist
- 1726: Johann Christoph Weigel, deutscher Kupferstecher, Kunsthändler und Verleger
- 1729: Jean Hardouin, französischer Jesuit, Philologe und Theologe
- 1730: Nicolae Mavrocordat, Fürst von Moldau und der Walachei
- 1734: Christian Ludwig von Brandenburg-Schwedt, Prinz von Preußen und Offizier
- 1748: Thomas Frye, britischer Politiker und Jurist, Vizegouverneur der Colony of Rhode Island and Providence Plantations
- 1748: Johann Scheibe, Leipziger Orgelbauer
- 1754: Giovanni Biagio Amico, sizilianischer Architekt
- 1756: Johann Friedrich Christ, deutscher Archäologe und Kunstwissenschaftler
- 1757: Anna Catharina von Passow, dänische Schauspielerin und Autorin
- 1792: Karl Josef Anton Leodegar von Bachmann, Schweizer Militär in französischen Diensten
- 1792: Marie-Louise von Savoyen-Carignan, französische Vertraute der Marie-Antoinette

### 19. Jahrhundert
- 1805: Johann Martin Abele, deutscher Publizist und Historiker
- 1811: Ignaz Fränzl, deutscher Komponist, Geiger, Bratschist und Kapellmeister
- 1816: Friedrich Ludwig Schröder, deutscher Schauspieler und Theaterleiter
- 1821: Adolph Christian von Bassewitz, mecklenburgischer Gutsbesitzer und Lübecker Domherr
- 1827: Ludovike Simanowiz, deutsche Malerin
- 1834: Johann Ernst Plamann, deutscher Reformpädagoge
- 1848: Peter Czakert, römisch-katholischer Geistlicher
- 1849: Ernst von Feuchtersleben, österreichischer Popularphilosoph, Arzt, Lyriker und Essayist
- 1854: Christoph von Schmid, deutscher Dichter und Jugendbuchautor
- 1856: Louis Marie Baptiste Atthalin, französischer Offizier, Politiker und Maler
- 1861: Christian Heinrich Tramm, deutscher Architekt
- 1859: Karl von Abel, bayerischer Politiker
- 1862: Hon’inbō Shūsaku, japanischer Go-Spieler
- 1866: Joseph Pröbstl, deutscher Orgelbauer
- 1867: Heinrich Smidt, deutscher Schriftsteller
- 1871: Václav Emanuel Horák, böhmischer Komponist
- 1872: Paul Camille von Denis, Ingenieur und Eisenbahnpionier
- 1872: Immanuel Nobel, schwedischer Ingenieur, Architekt, Erfinder und Industrieller
- 1874: Karl Eduard Arnd, deutscher Geschichtsschreiber
- 1874: Hans Conon von der Gabelentz, deutscher Sprachforscher
- 1877: Adolphe Thiers, französischer Staatsmann und Historiker
- 1880: Wilhelm Westmeyer, deutscher Komponist und Pianist
- 1883: Iwan Sergejewitsch Turgenew, russischer Schriftsteller
- 1886: Friedrich Hetzel, deutscher Bankier und Wohltäter
- 1890: Christian Ludwig Landbeck, deutsch-chilenischer Ornithologe
- 1896: Max Müller, deutscher Mediziner

### 20. Jahrhundert

#### 1901–1950
- 1902: Eduard Schwoiser, deutscher Historienmaler
- 1903: Franz Deym von Střítež, österreichischer Diplomat
- 1908: Cornelis Pijnacker Hordijk, Gouverneur von Niederländisch-Indien
- 1912: Nikolaus Müller, deutscher Altphilologe, Historiker und evangelischer Theologe
- 1914: Ludwig Frank, Rechtsanwalt und Politiker der SPD
- 1914: Albéric Magnard, französischer Komponist
- 1915: Zacharias Zeraeua, traditioneller Führer der Zeraeua, eines Clans der Herero
- 1918: Fanny Kaplan, russische Anarchistin und Sozialrevolutionärin
- 1919: Josef Wiedemann, österreichischer Militärkapellmeister und Komponist
- 1920: Kauppis-Heikki, finnischer Schriftsteller
- 1923: Adolf Klose, deutscher Maschinenbauingenieur
- 1926: Maurice Hennequin, französischer Schriftsteller und Librettist
- 1930: David Simons, niederländischer Rechtswissenschaftler
- 1935: Oskar Strnad, österreichischer Bühnenbildner, Kunsthandwerker, Designer und Architekt
- 1936: August Babberger, deutscher Maler
- 1938: Bart de Ligt, niederländischer Theologe, Autor und Anarchist
- 1939: Frederick H. Blair, kanadischer Organist, Chorleiter, Pianist und Musikpädagoge
- 1940: František Černý, tschechischer Kontrabassist, Komponist und Musikpädagoge
- 1940ː Hildegard Seemann-Wechler, deutsche Malerin und Euthanasie-Opfer
- 1940ː Irma Sztáray, Hofdame der Kaiserin Elisabeth
- 1943: Rudolf Mandrella, deutscher Jurist, Gegner des Nationalsozialismus und Märtyrer
- 1945: Artur Guttmann, österreichischer Komponist
- 1946: Paul Lincke, deutscher Komponist und Kapellmeister, „Vater der Berliner Operette“
- 1948: Edvard Beneš, tschechischer Politiker
- 1949: Giovanni Costetti, italienischer Maler

#### 1951–2000
- 1951: Theodor Roemer, deutscher Agrarwissenschaftler
- 1955ː Edmée Broers, niederländische Malerin
- 1956ː Elsa Kövesházi-Kalmár, ungarische Bildhauerin, Malerin, Lithographin und Kunstgewerblerin
- 1960: Werner Bunnenberg, deutscher Ingenieur und Hochschullehrer
- 1962: E. E. Cummings, Dichter und Schriftsteller
- 1963: Yuri Arbatsky, Komponist und Folklorist
- 1963: Frico Kafenda, slowakischer Komponist, Dirigent, Pianist und Musikpädagoge
- 1963: Louis MacNeice, britischer Dichter, Hörspielautor und Kritiker
- 1964: Christian Kuhlemann, deutscher Ingenieur, Unternehmer und Politiker, MdB
- 1964: Eugen Lacroix, deutscher Koch und Unternehmer
- 1964: Joseph Marx, österreichischer Komponist des romantischen Impressionismus
- 1964: Ernst Moritz Mungenast, deutsch-lothringischer Romancier, Journalist und Übersetzer
- 1964: Minaj Schmyrou, sowjetischer Partisanenkommandeur
- 1964: Hans Wellhausen, deutscher Politiker
- 1966: Elisabeth Ahnert, deutsche Künstlerin
- 1966: Dick Barwegan, US-amerikanischer American-Football-Spieler
- 1968: Juan José Castro, argentinischer Komponist
- 1970: Vince Lombardi, US-amerikanischer Football-Trainer
- 1970: Alan Wilson, US-amerikanischer Gitarrist
- 1972: Karl Golikow, deutscher Bergsteiger
- 1973: Rufino Jiao Santos, Erzbischof von Manila und Kardinal
- 1976: Kees Pijl, niederländischer Fußballspieler
- 1976: Heinrich Schönfeld, österreichischer Fußballspieler
- 1980: Fabian von Schlabrendorff, deutscher Jurist, Offizier und Widerstandskämpfer des 20. Juli 1944, Richter des Bundesverfassungsgerichts
- 1981: Theodore Roszak, US-amerikanischer Bildhauer polnischer Abstammung
- 1981: Ernst Widmer, Schweizer Zollbeamter
- 1982: Roger Quinche, Schweizer Fußballspieler
- 1983: Josef Rudin, Schweizer Jesuit, Tiefenpsychologe und Hochschullehrer
- 1983: Piero Sraffa, italienischer Wirtschaftswissenschaftler
- 1984: Dora Labbette, englische Sängerin
- 1984: Jan Zábrana, tschechischer Schriftsteller, Dichter und Übersetzer
- 1985: Heiner Grimm, deutscher Maler

Elisabeth Ahnert († 1966)
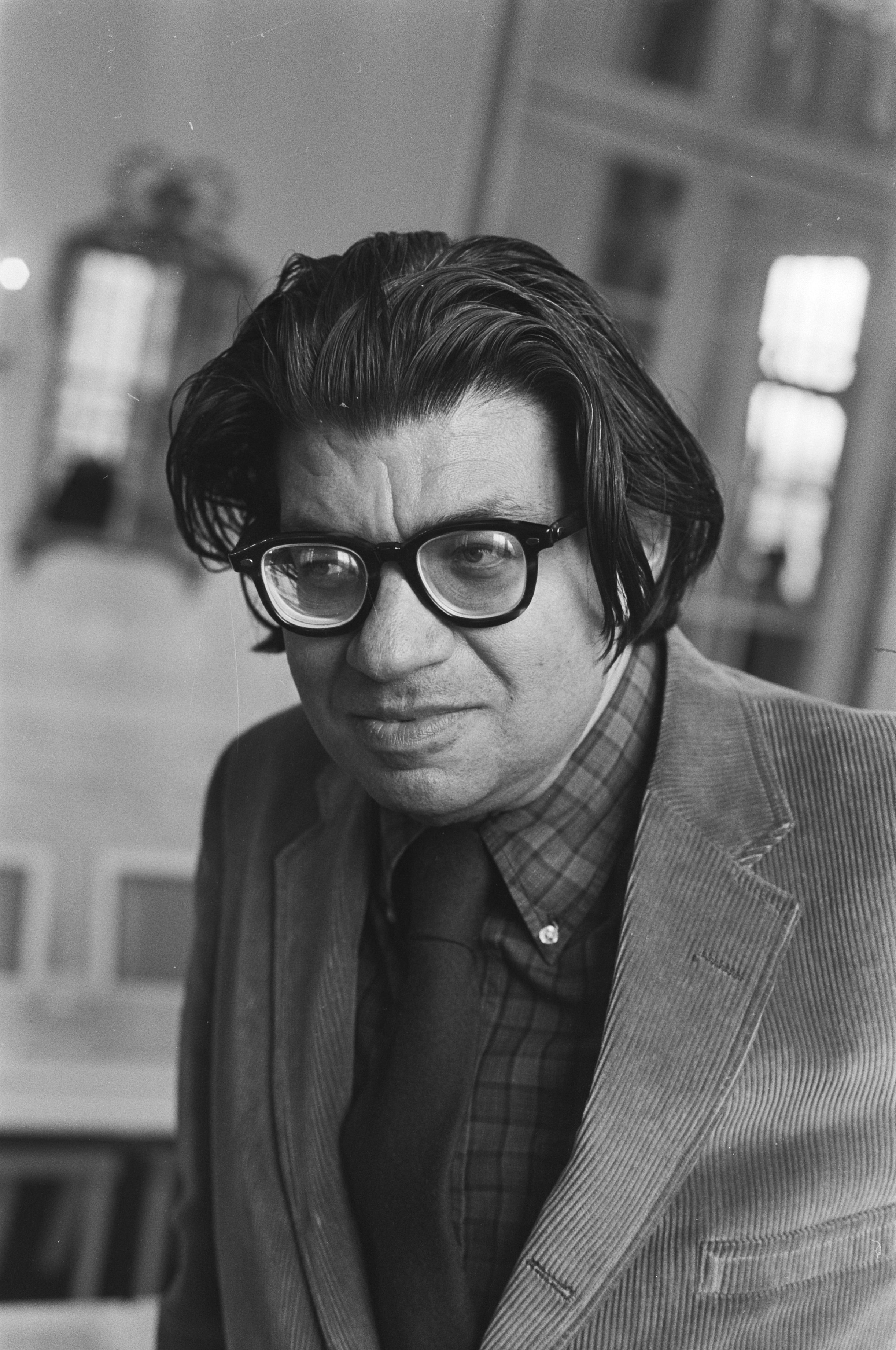
Morton Feldman († 1987)
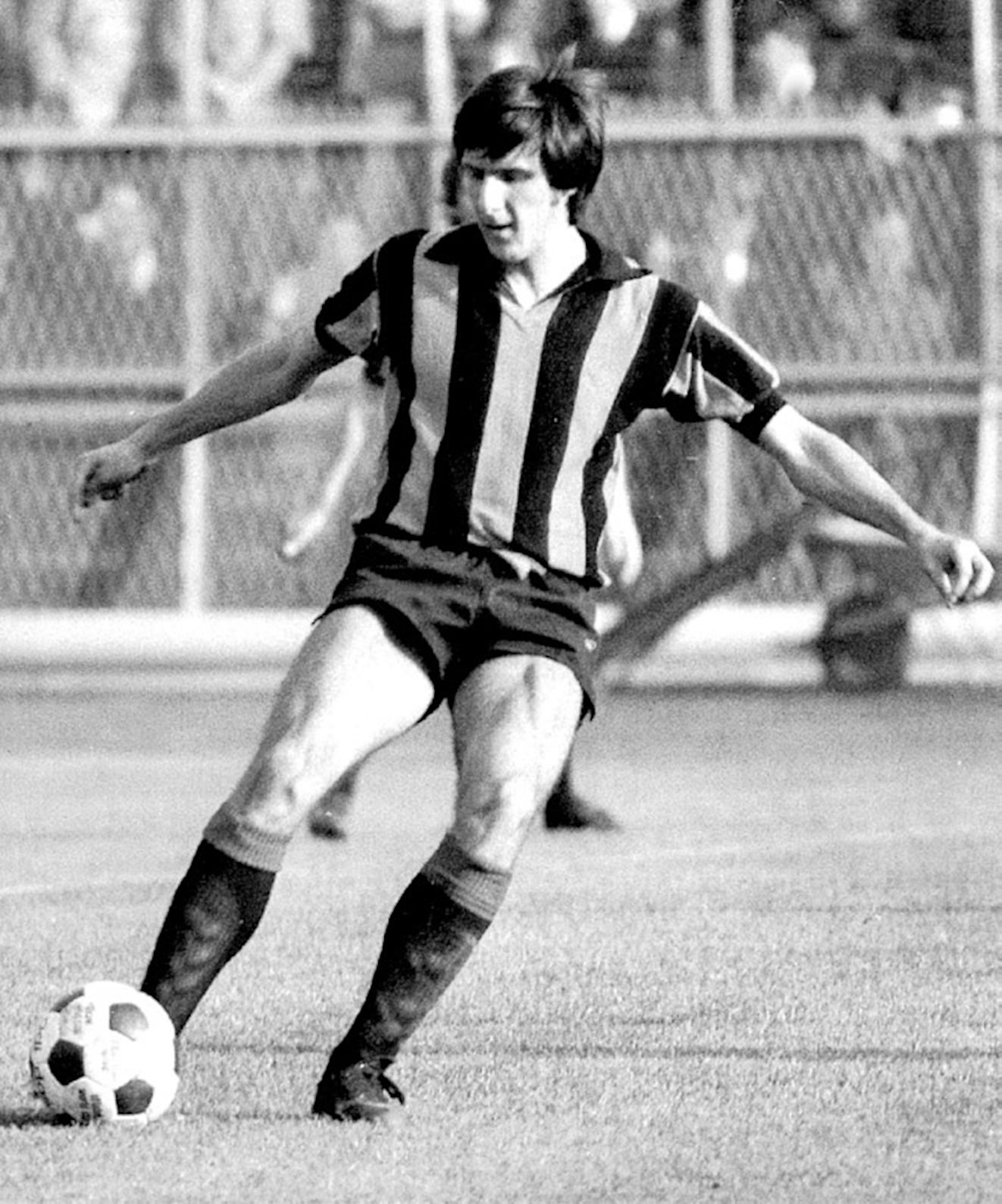
Gaetano Scirea († 1989)
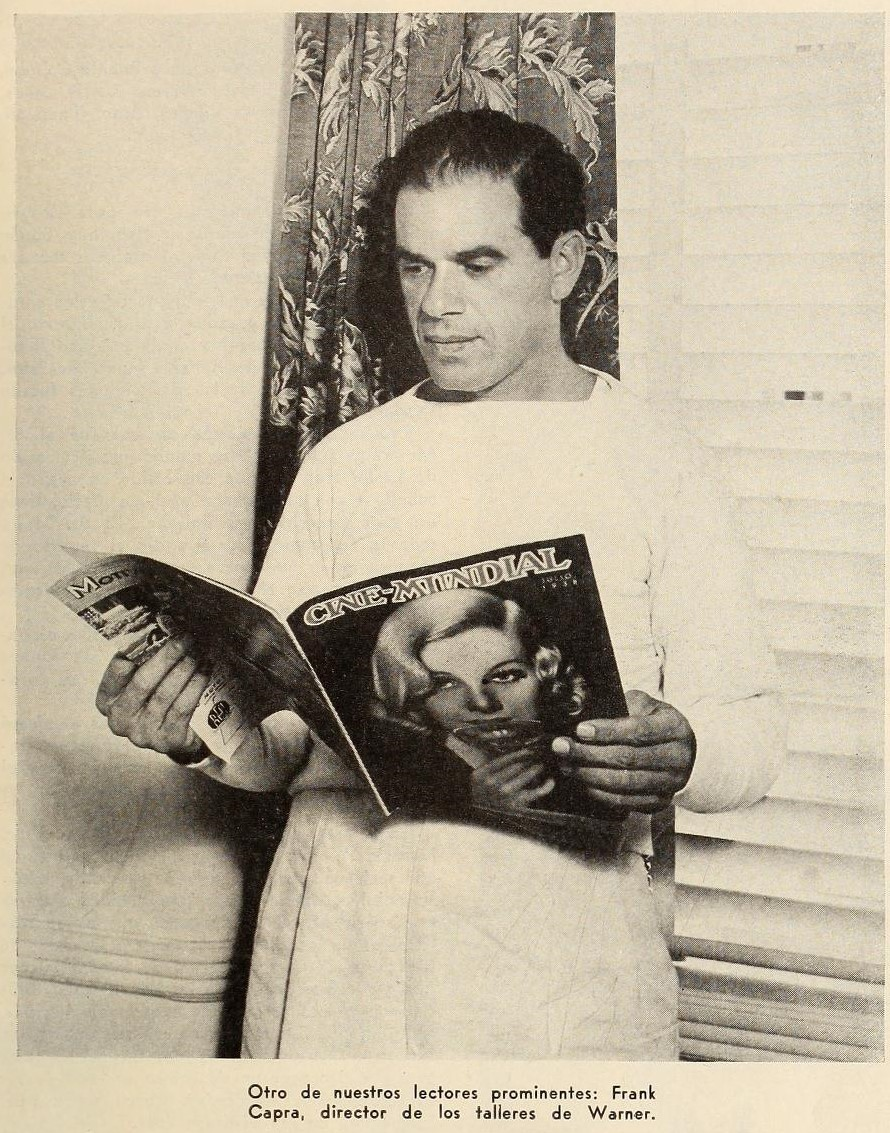
Frank Capra († 1991)
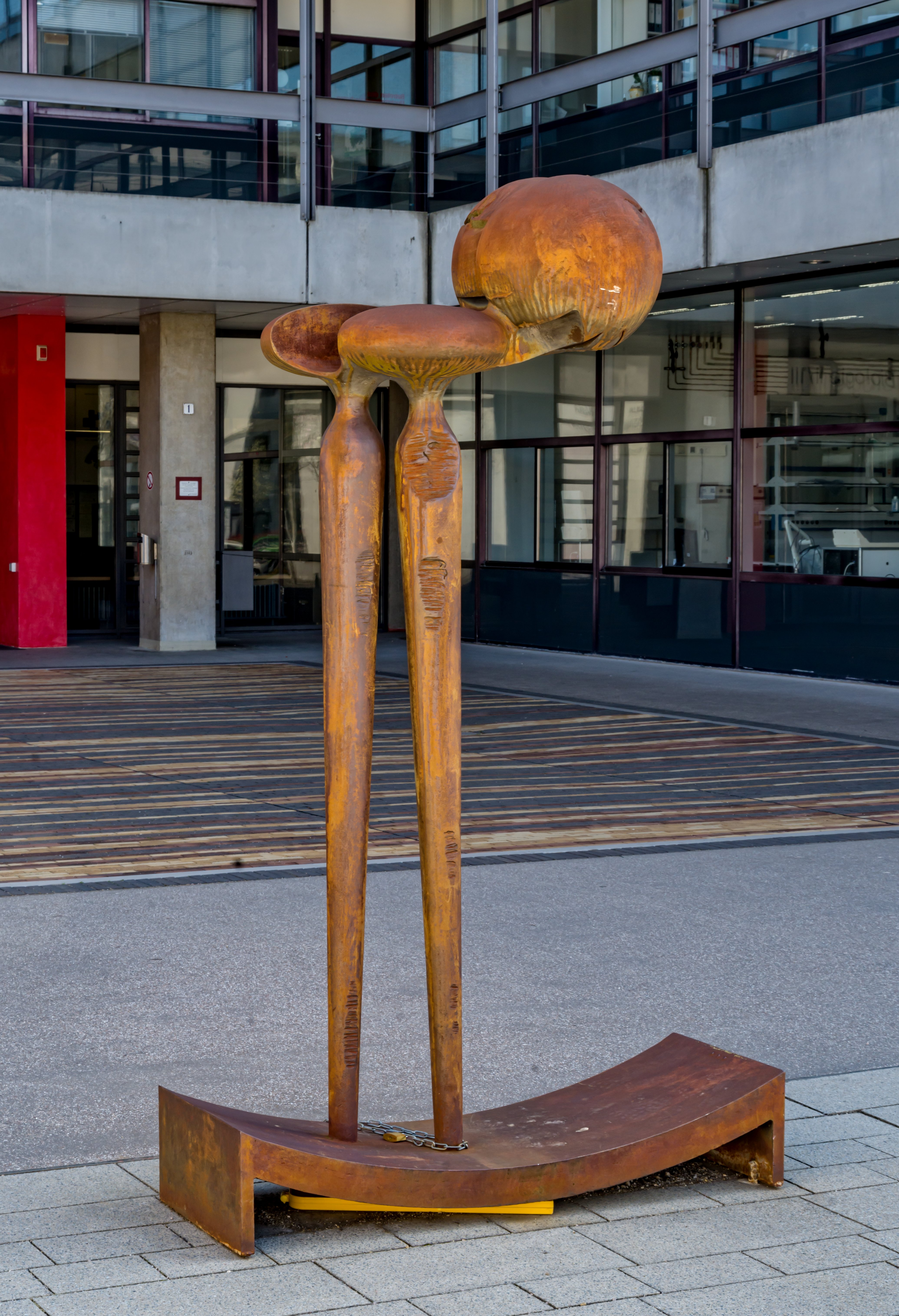
Rudolf Hoflehner († 1995)

- 1987: Morton Feldman, US-amerikanischer Komponist
- 1987: Wiktor Nekrassow, russischer Schriftsteller
- 1988: Bibi Torriani, Schweizer Eishockeyspieler und -trainer
- 1989: John Augustine Collins, australischer Marineoffizier
- 1989: Gaetano Scirea, italienischer Fußballspieler
- 1990: Karl Mommer, deutscher Politiker, MdB
- 1991: Frank Capra, US-amerikanischer Filmregisseur
- 1991: Falk Harnack, deutscher Regisseur, Drehbuchautor und Widerstandskämpfer gegen den Nationalsozialismus
- 1991: Rolf Italiaander, deutscher Schriftsteller
- 1991: Daniel Prenn, deutscher Tischtennisspieler
- 1992ː Martha Bertina, deutsche Illustratorin, Karikaturistin und Pressezeichnerin
- 1992: Bruno Bjelinski, kroatischer Komponist
- 1995: Günter Ammon, deutscher Psychoanalytiker
- 1995: Rudolf Hoflehner, österreichischer Bildhauer und Maler
- 1997: Ernst C. Stiefel, deutsch-amerikanischer Jurist
- 1998: Friedrich Körner, deutscher General
- 2000: Edward Anhalt, US-amerikanischer Drehbuchautor

### 21. Jahrhundert
- 2001: Ferruccio Amendola, italienischer Schauspieler und Synchronsprecher
- 2001: Pauline Kael, US-amerikanische Filmkritikerin
- 2001: Harry McKibbin, irischer Rugbyspieler und -funktionär
- 2001: Thuy Trang, vietnamesisch-US-amerikanische Schauspielerin
- 2002: Nicolae Neacșu, rumänischer Musiker
- 2003: Rudolf Leiding, deutscher Manager
- 2003: Ute Mora, deutsche Schauspielerin

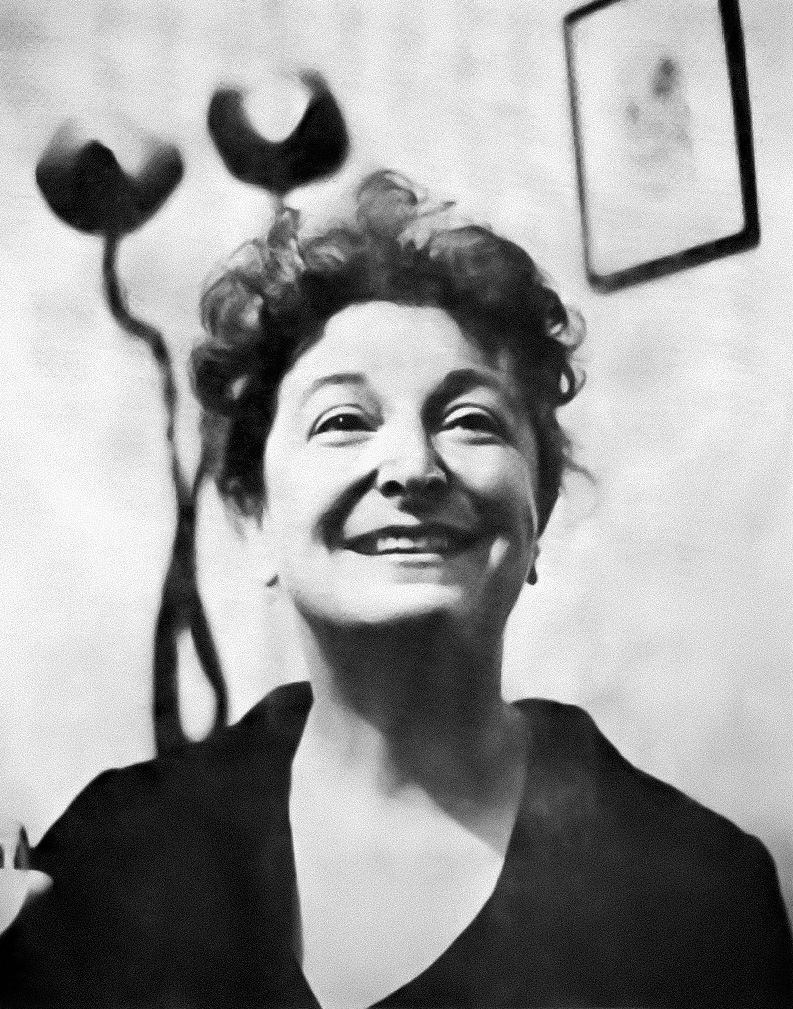
Pauline Kael († 2001)
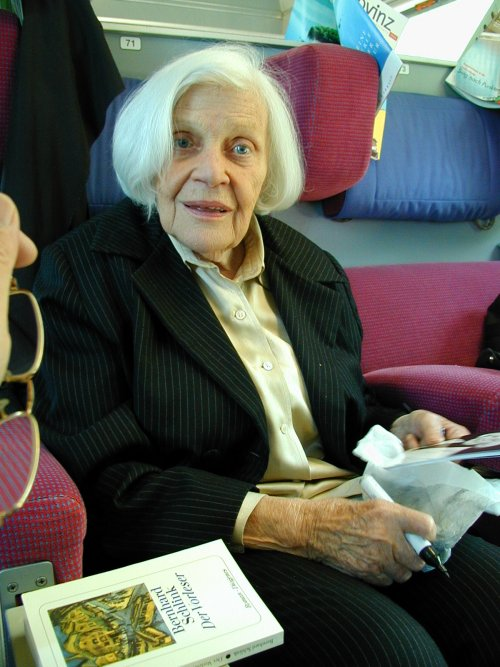
Annemarie Wendl († 2006)
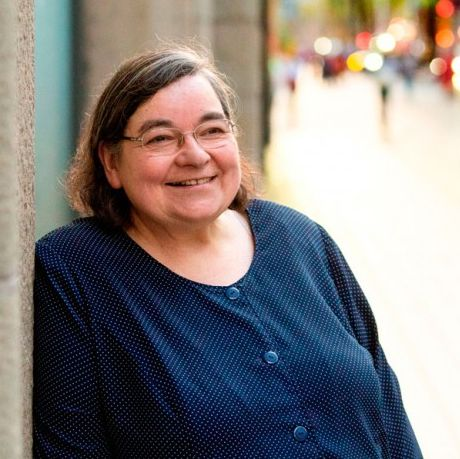
Maria Carme Junyent i Figueras († 2023)

- 2004: Peter Ahrweiler, deutscher Schauspieler und Theaterintendant
- 2004: Manfred Kittlaus, deutscher Polizeibeamter, Leiter der Ermittlungsstelle für Regierungs- und Vereinigungskriminalität
- 2004: Hugo Staudinger, deutscher Historiker und Wissenschaftstheoretiker
- 2004: André Stil, französischer Schriftsteller
- 2005: William H. Rehnquist, US-amerikanischer Jurist und Vorsitzender Richter des Supreme Courts
- 2005: Ekkehard Schall, deutscher Schauspieler
- 2005: Fernando Távora, portugiesischer Architekt
- 2006: Annemarie Wendl, deutsche Schauspielerin (Lindenstraße)
- 2007: Gustavo Eberto, argentinischer Fußballspieler
- 2007: Steve Fossett, US-amerikanischer Milliardär und Flugpionier
- 2008: Michael Hammer, US-amerikanischer Wirtschaftswissenschaftler
- 2008: Herbert Alois Kraus, österreichischer Journalist und Politiker
- 2010: Bogdan Paprocki, polnischer Sänger
- 2011: Lara Andriessen, deutsche Schriftstellerin
- 2011: Andrzej Maria Deskur, polnischer Priester und Jurist, Titularerzbischof und Kardinal
- 2011: Sándor Képíró, ungarischer Offizier der Gendarmerie, mutmaßlicher Kriegsverbrecher
- 2012: Michael Clarke Duncan, US-amerikanischer Schauspieler
- 2012: Sun Myung Moon, südkoreanischer Sektengründer
- 2013: Edith Kraus, israelische Pianistin
- 2014: Margot Leonard, deutsche Schauspielerin und Synchronsprecherin
- 2016: Nené, brasilianischer Fußballspieler und -trainer
- 2016: Jean-Christophe Yoccoz, französischer Mathematiker
- 2017: John Ashbery, US-amerikanischer Dichter
- 2017: Walter Becker, US-amerikanischer Musiker
- 2019: Halvard Hanevold, norwegischer Biathlet und Olympiasieger
- 2019: Peter Lindbergh, deutscher Fotograf
- 2020: Birol Ünel, deutscher Schauspieler
- 2021: Atanas Atanassow, bulgarischer Basketballspieler
- 2021: Abram van Heerden, südafrikanischer Leichtathlet
- 2021: Juan Kahnert, argentinischer Kugelstoßer
- 2021: Nestor Soriano, philippinischer Regattasegler
- 2022: Iurie Bașcatov, moldauischer Schwimmer
- 2022: Shavez Hart, bahamaischer Leichtathlet
- 2022: Dieter Schulte, deutscher Gewerkschafter
- 2023: Maria Carme Junyent i Figueras, spanische Linguistin

## Feier- und Gedenktage
- Kirchliche Gedenktage
  - Hl. Gregor der Große, römischer Kirchenlehrer und Kirchenvater, Papst und Schutzpatron (anglikanisch, katholisch)
  - Oliver Cromwell, englischer Staatsmann (evangelisch)
- Namenstage
  - Sophie
- Staatliche Feier- und Gedenktage
  - Katar, Unabhängigkeit von Großbritannien (1971)
  - San Marino, Gründung (301)

Weitere Einträge enthält die Liste von Gedenk- und Aktionstagen.